# Peru
Peru Dél-Amerika harmadik legnagyobb, valamint az Andok legnagyobb területű országa. Északon Ecuador és Kolumbia, keleten Brazília és Bolívia, délen Chile és nyugaton mintegy 2000 km hosszan a Csendes-óceán határolja.
Azon országok egyike, ahol rendkívül magas a természetes biológiai sokféleség; zoológiai és botanikai élőhelyei a csendes-óceáni régió száraz síkságaitól az Andok magas hegyvidéki területein át a trópusi Amazonas-medencéig terjednek.
Az országnak gazdag kulturális öröksége van, és óriási változatosságú természeti környezete, a Föld 118 ismert élőhelyéből 84-et rejt.[pontosabban?]
Hajdan az Inka Birodalom központja volt. A Spanyol Birodalom a 16. században hódította meg a régiót, és alkirályságot hozott létre, amely a dél-amerikai területek jó részét magába foglalta, a fővárosa pedig Limában volt. Peru 1821-24-ben kikiáltotta a függetlenségét. A 20. században az ország puccsokat, társadalmi zavargásokat és belső konfliktusok időszakát élte át.
A 21. század elején a régió egyik legvirágzóbb gazdaságával rendelkezik. A politikai válság, a korrupció és az egyenlőtlenség azonban komoly kihívások. A lakosság 1%-a birtokolja az összvagyon 30%-át.  2022 végétől országos politikai tiltakozásra és zavargásra került sor Dina Boluarte elnök kormánya és a perui kongresszus ellen.
A fő beszélt nyelv a spanyol, bár a peruiak jelentős része egymás között őshonos nyelveket (ajmara, kecsua stb.) beszél.

## Etimológia
Feltételezések szerint Peru neve egy 16. századi indián uralkodó, Birú nevéből származhat, aki a mai Panama területén uralkodott. Amikor a spanyolok meghódították Panamát és környékét, úgy vélték, hogy elérték az Újvilág legdélebbi részét. Francisco Pizarro expedíciójának azonban sikerült délebbre jutnia, de azokat a területeket is Birúként vagy Peruként kezdték emlegetni. A spanyol korona pedig az Inka Birodalmat Peru tartományaként nevezte meg.

## Természeti földrajza

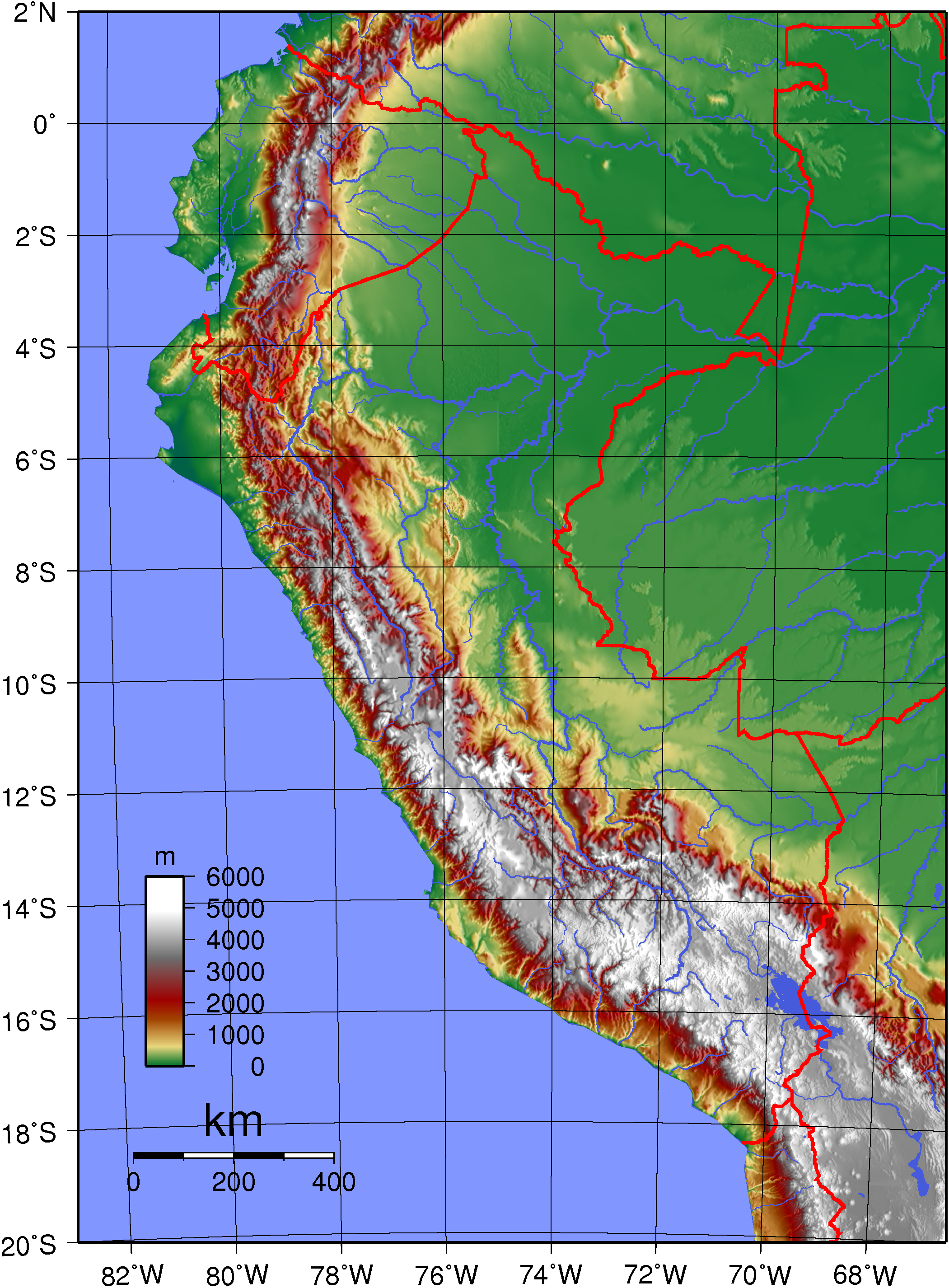
Domborzati térképe
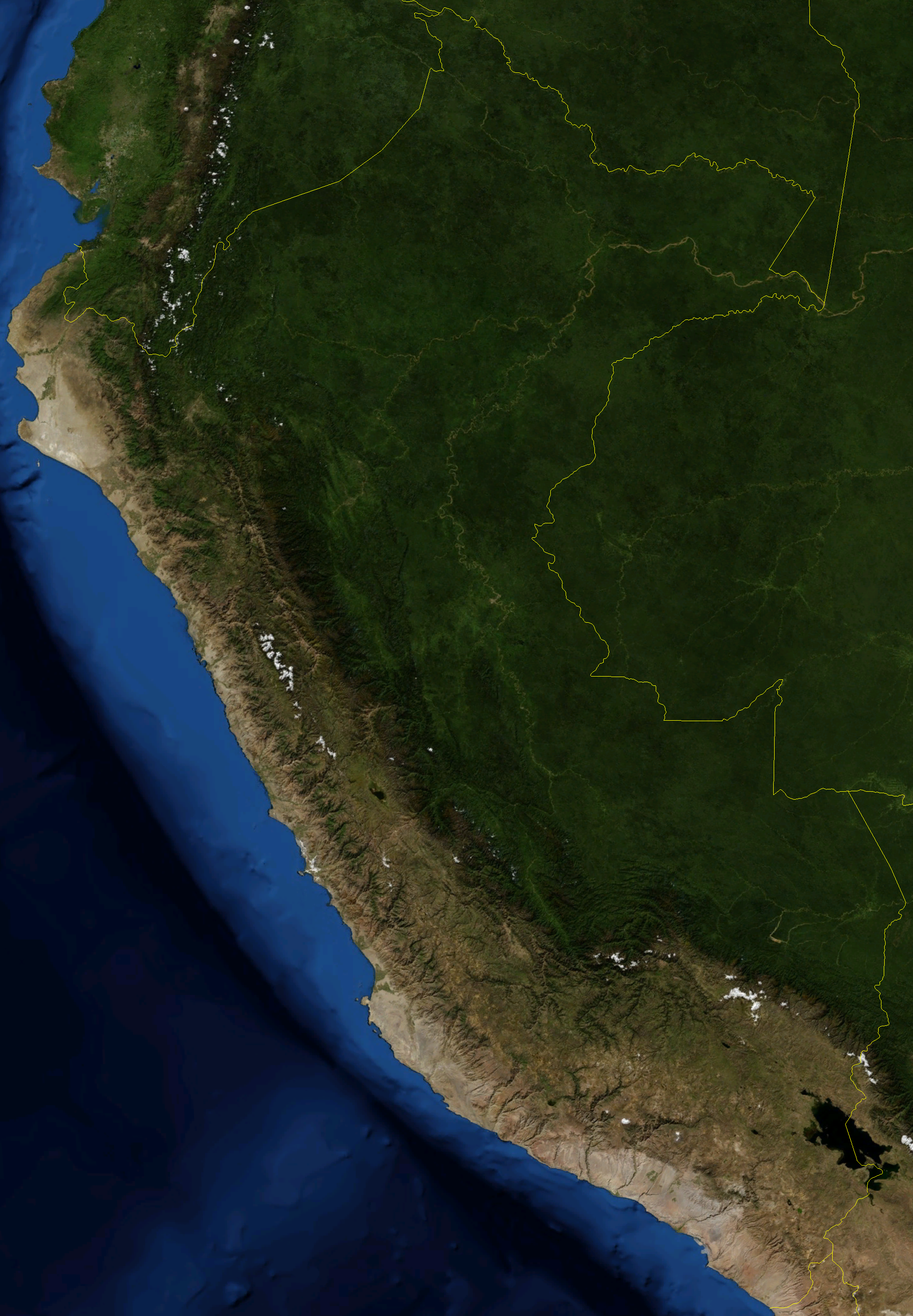
Az ország műholdas képe. Partvidéke sivatagos
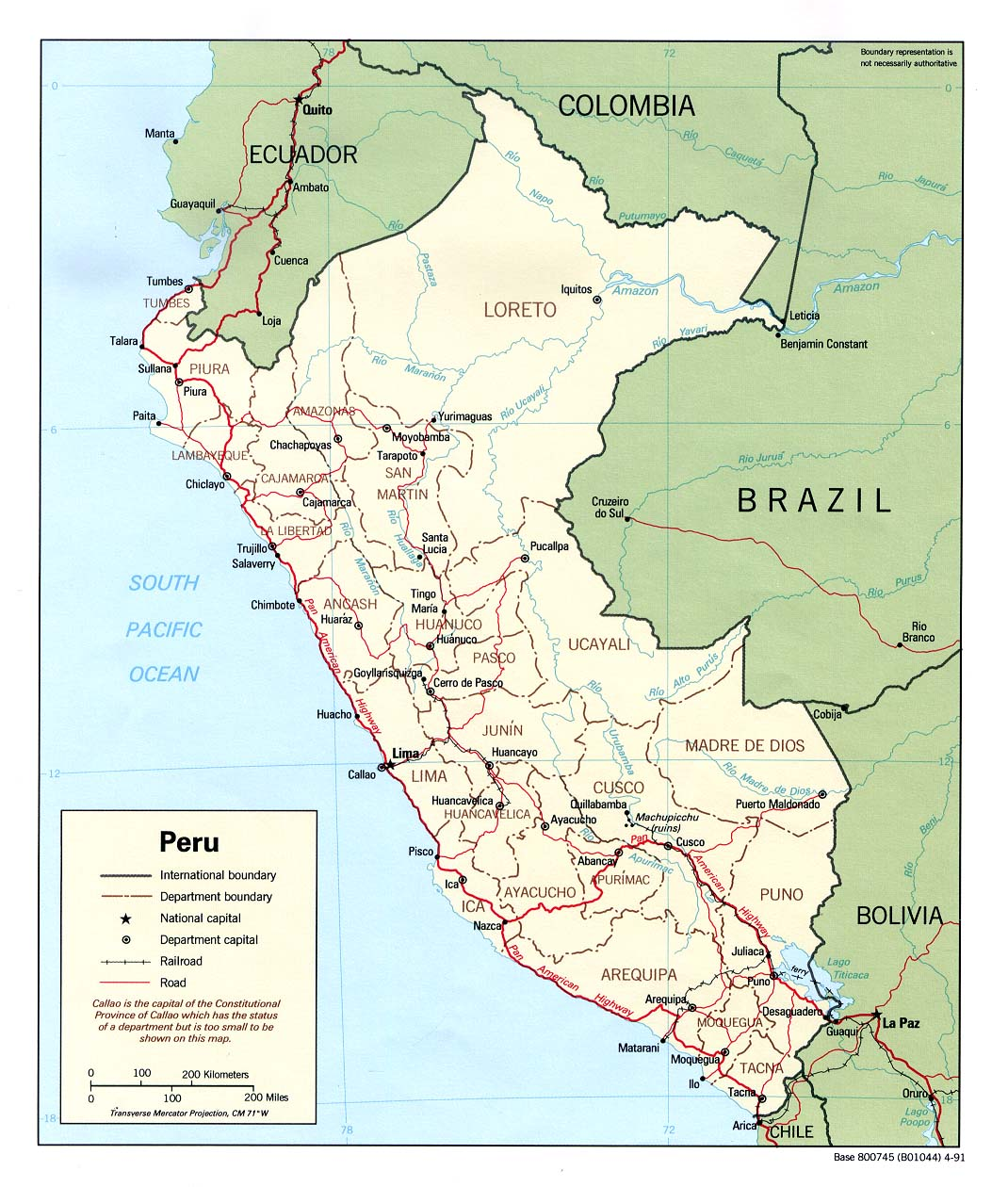
Főbb városok és folyók

Peru Dél-Amerika nyugati részén húzódik az Egyenlítőtől a déli szélesség 18°-áig.

### Domborzata, éghajlata
Három egymástól meglehetősen jól elkülönülő tájra oszlik:
1. Parti síkság – Costa
2. Középső-Andok vonulatai (Sierra: Cordillera Central, Occidental, Oriental)
3. Amazonas-medence – Selva

#### Parti síkság – Costa
A Costa az ország területének 10,6%-át, azaz 136 300 km²-t foglal el. Egy „sivatagos” sáv, amely 3080 km hosszú és 5–170 km széles.
A hideg vizű, délről észak felé haladó Humboldt-áramlat miatt a partvidék kopár, sivatagos jellegű. Az egyhangú felszínből csak helyenként emelkednek ki homokdűnék. Délebbre a síkság keskenyedik, de változatlanul száraz marad. A szárazság mellett a Humboldt-áramlat azt is eredményezi, hogy az éghajlat itt lényegesen hűvösebb, mint földrajzi helyzetéből következően várható lenne.
Északon a Pariñas-foknál kezdődik, délen Földünk legszárazabb sivatagában, az Atacamában folytatódik tovább, s fokozatosan beleolvad az Andok nyugati, szárazabb lejtőibe. Nyugati határa a Mar de Grau, a keleti a szárazföld 800–1000 méteres magasságában húzódik.
Legszélesebb pontja a déli szélesség 6°-a mentén az északi Sechurai-sivatagban található, míg a legkeskenyebb délen Arequipa tartományban, Punta Lobosnál. Piurától Icáig és Arequipáig homokkal borított sivatagos szakaszok foglalják el:
- Sechurai-sivatag: Piurától Chiclayóig északon,
- Pisco- és Ica-sivatag délen.

Paracastól a chilei határig a Cordillera de la Costa parti hegylánca húzódik.
A nyugati tengerparti síkságot (costa) a keleti Amazonas-medence alföldjétől (selva) az Andok hegyvonulata (sierra) választja el.

#### Középső-Andok vonulata
A Középső-Andok Földünk leghosszabb összefüggő lánchegységének törzse, s egyben Peru legmagasabb pontjának, a 6768 m-es Huascaránnak az otthona.

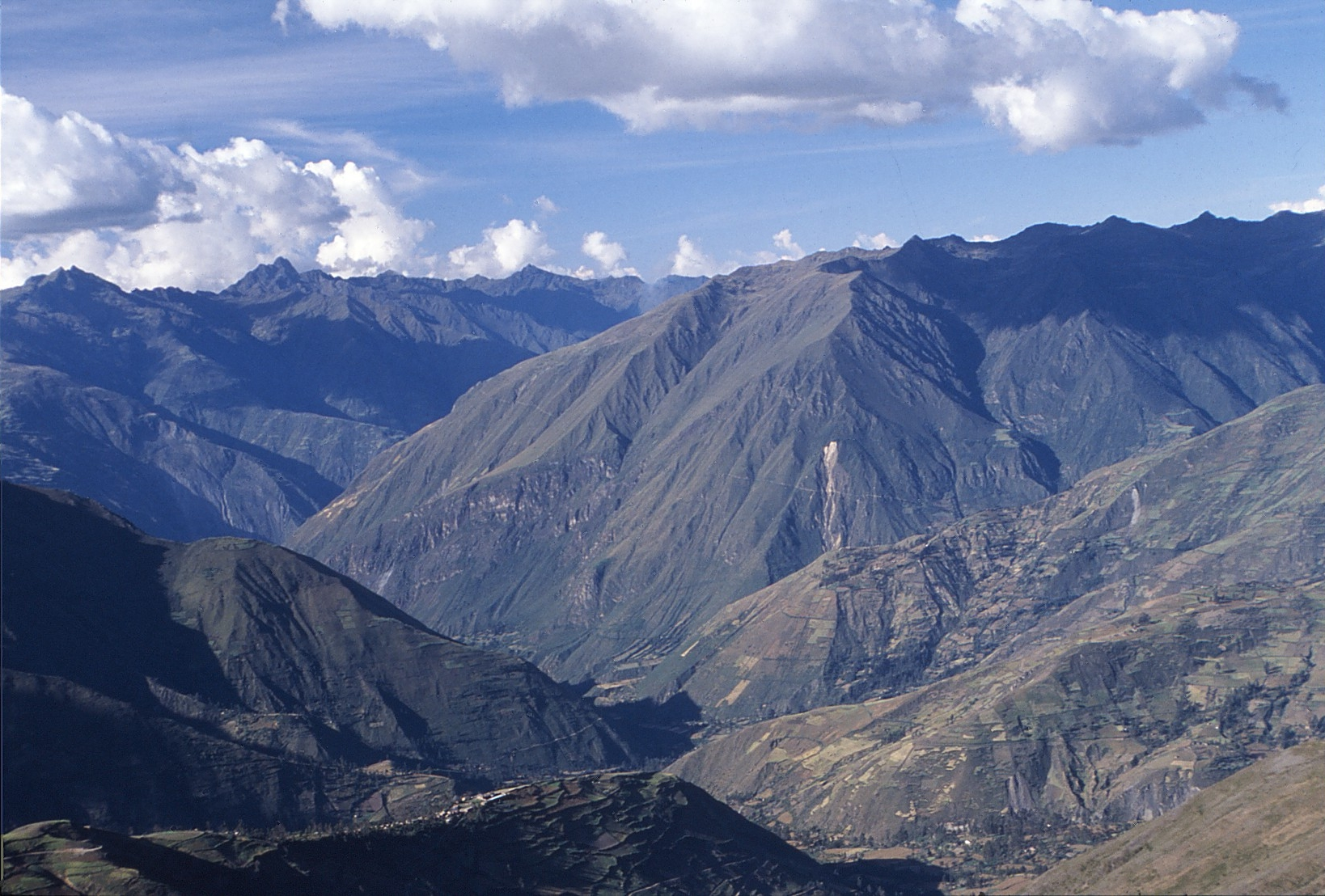
Az Altiplano

Az Andok három vonulata a Nyugati-, a Középső- és a Keleti-Kordillerák érkezik Ecuador felől, ám Chile és Bolívia felé már csak a két ágban fut tovább. Ahol a Középső-Kordilleráknak vége szakad, ott kezdődik az Altiplano 4000 m magasan elterülő fennsíkja, valamint itt, a bolíviai határon, 3821 m magasan található a világ legmagasabban fekvő hajózható tava, a Titicaca-tó.
A hőmérséklet itt hűvösebb, átlaga 9 és 18 °C közötti. Az októbertől áprilisig tartó téli időszak csapadékos, a nyár száraz.

#### Amazonas-medence
Az ország keleti fele az Amazonas-medencéhez tartozó, kelet felé lealacsonyodó dombsági, majd trópusi őserdővel fedett alföldi terület. Az országnak több mint a felét elfoglalja, de a területet csupán a peruiak kis töredéke lakja.
Itt trópusi időjárás uralkodik, nem ritkán 40 °C-ot is meghaladó hőmérséklettel és magas páratartalommal.

### Vízrajza
Az ország három vízgyűjtő területen fekszik: a Csendes-óceán, az Atlanti-óceán és a Titicaca-tó vízgyűjtőjén. A Csendes-óceánba rövid, nagy esésű időszakos folyók ömlenek. A Titicaca-tóba ömlő folyók szintén rövidek, de bővizűek. Az Atlanti-óceánba az Amazonas és mellékfolyói: Ucayali, Marañón, Napo, Putumayo, Yavarí, Huallaga, Urubamba, Mantaro szállítják a vizet. Ezek a folyók nagyon bővizűek, a sierra elhagyása után esésük csekély.

### Élővilága, természetvédelme

#### Jellegzetes élővilága
A Csendes-óceán állatvilága: rákfélék, kék bálna, delfin, legyezőkagyló, fejlábúak (polipok, tintahalak).
A Parti síkság – Costa növényvilága: szárazságtűrő fák és cserjék, kaktuszfélék.
A Parti síkság – Costa állatvilága: gyíkfélék, ragadozó madarak (a gyíkokkal táplálkoznak), pingvinfélék
Az Andok növényvilága: kaktuszfélék, cserjék, kis termetű fák, fűfélék
Az Andok állatvilága: puma, róka, szarvas, pápaszemes medve, láma, alpaka, guanakó, vikunya, csincsilla, vad tengerimalac, andoki kondor, bóbitás karakara, dél-amerikai fogoly, kolibri (120 faj)
Az őserdő növényvilága: gumifa, fojtófüge, orchidea, páfrány, bromélia
Az őserdő állatvilága: rovarok, jaguár, pekari, papagáj, tukán, gém, kócsag, szultántyúk, majmok, vízidisznó, tengeri tehén, fekete és pápaszemes kajmán, kígyók, szárazföldi teknősök, vaddisznó, tapír, piranha
Bolívián kívül Peru az egyetlen olyan ország, ahol a kokalevél (a Coca-Cola alapanyaga) termesztését nem tiltják.

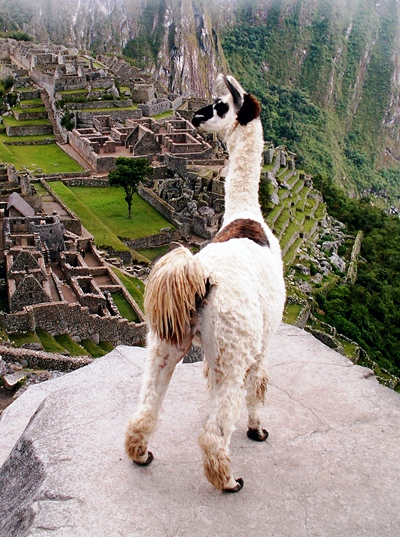
Láma
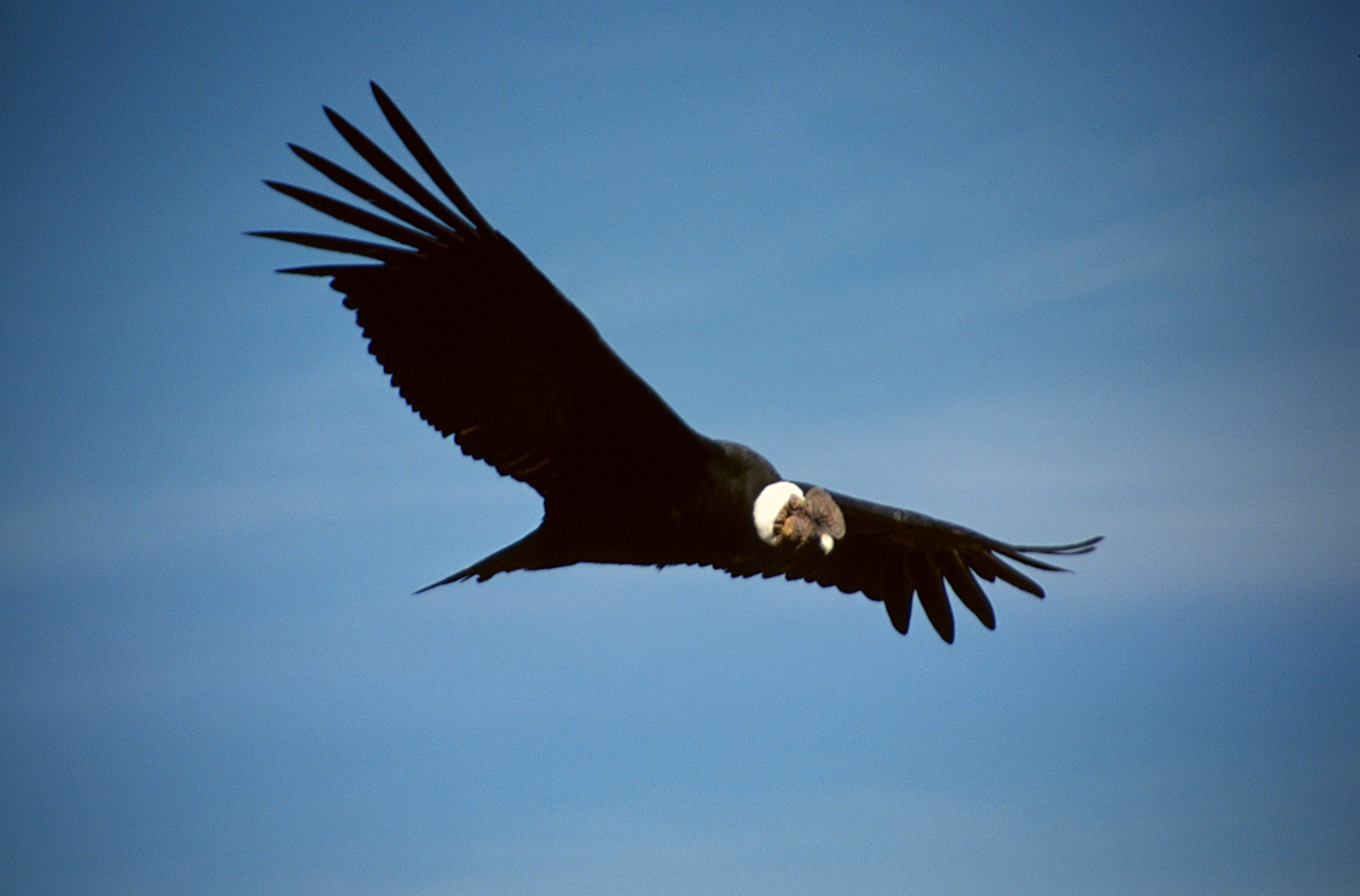
Andoki kondor
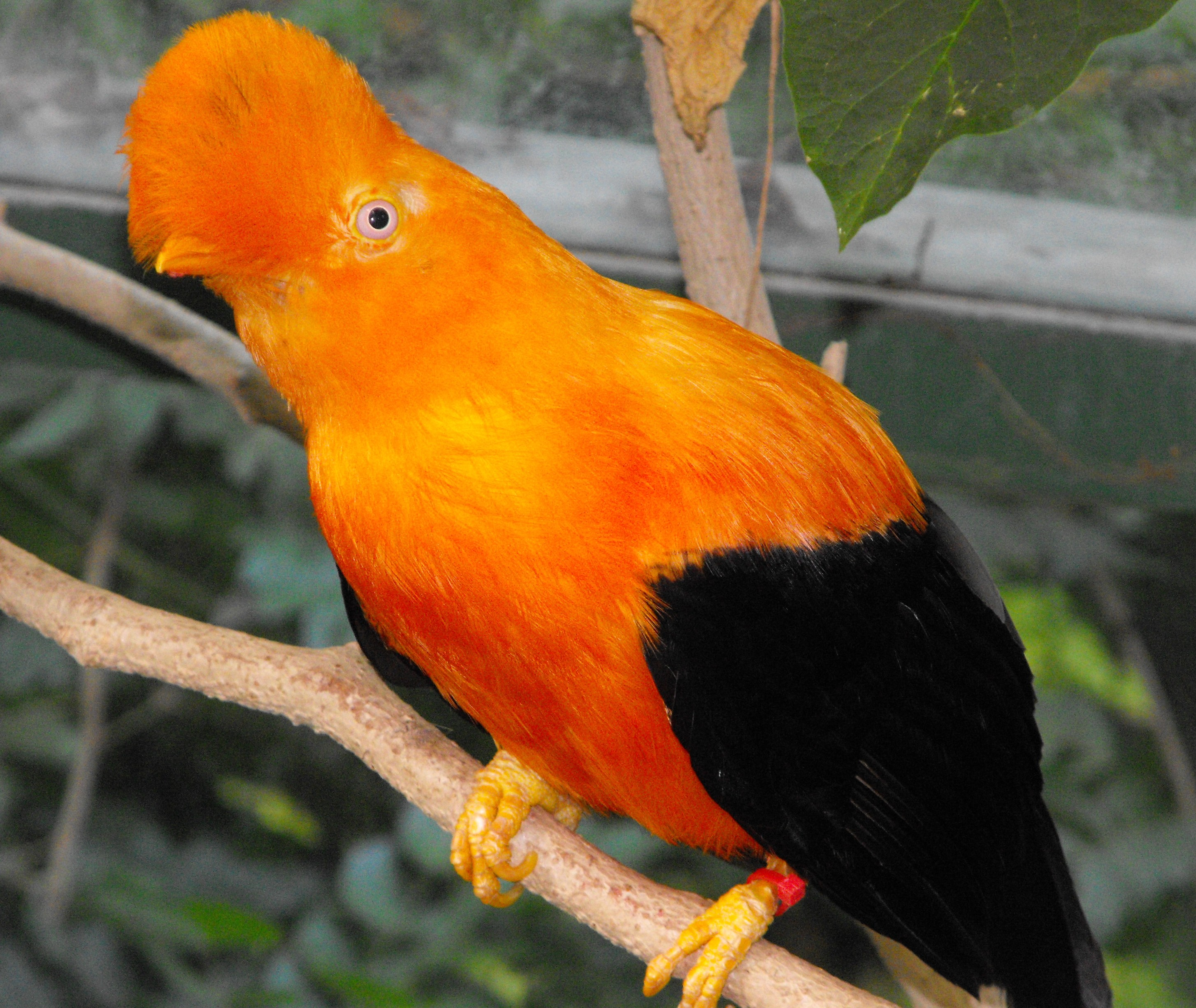
Andesi szirtimadár
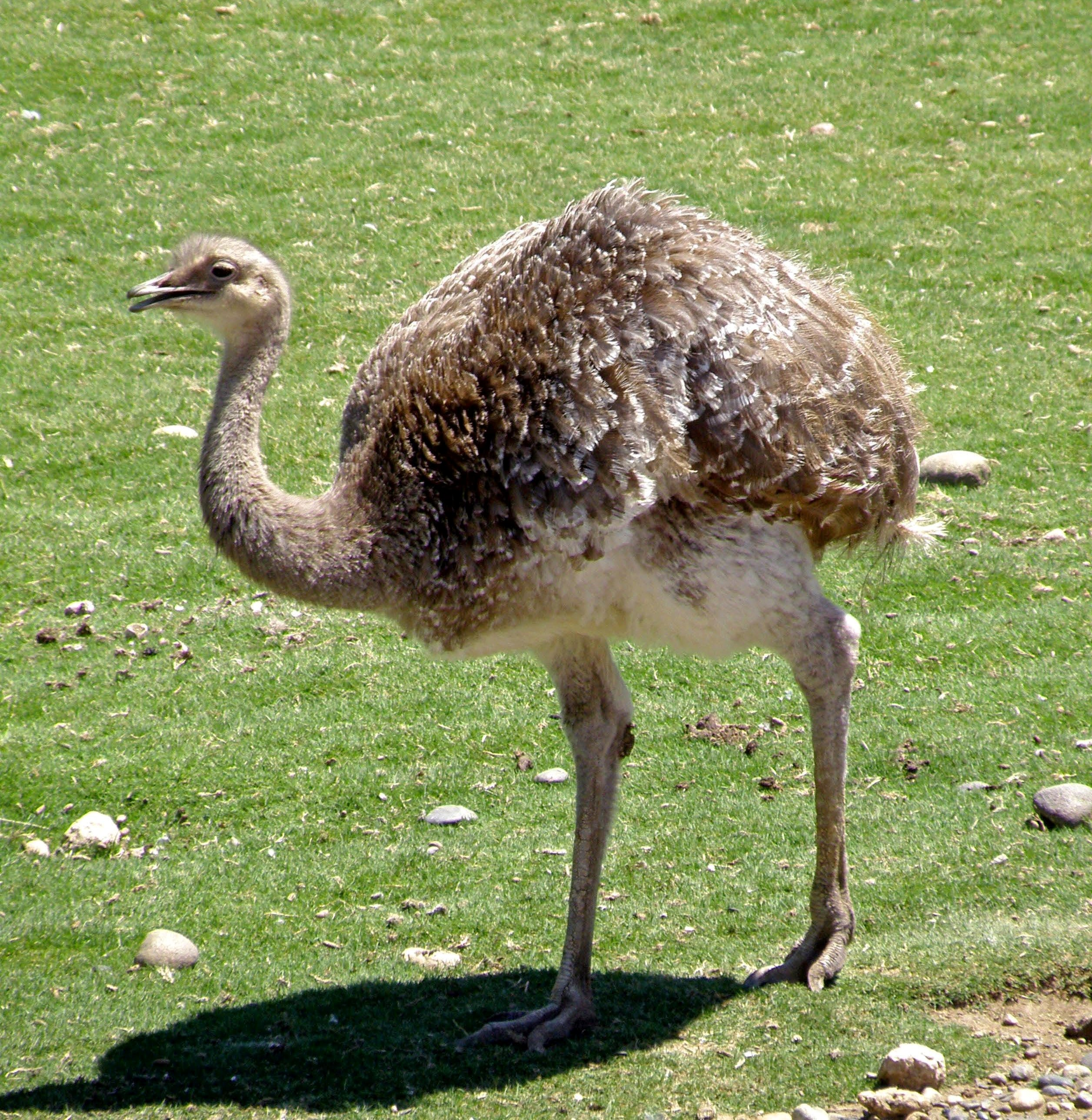
Darwin-nandu
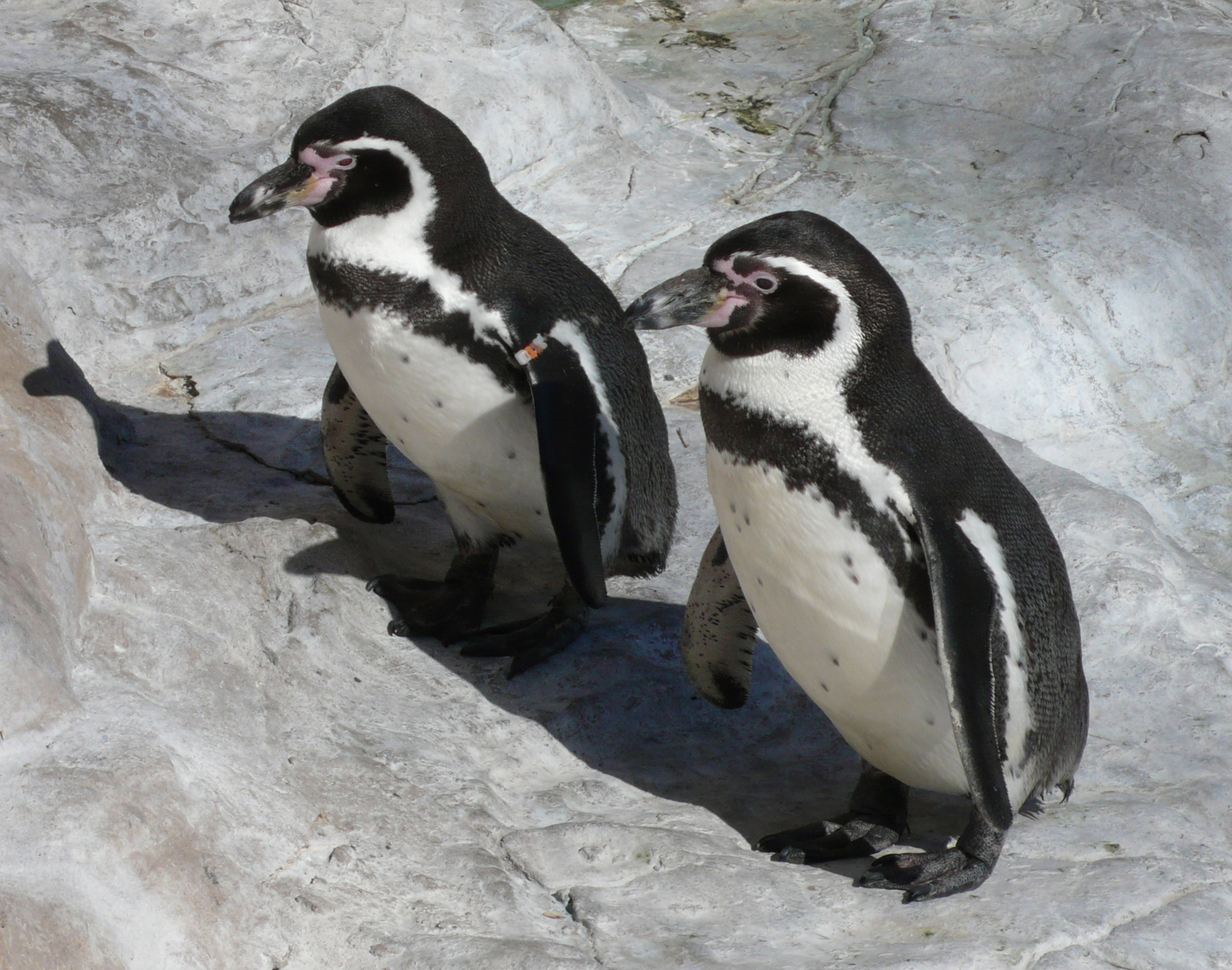
Humboldt-pingvin
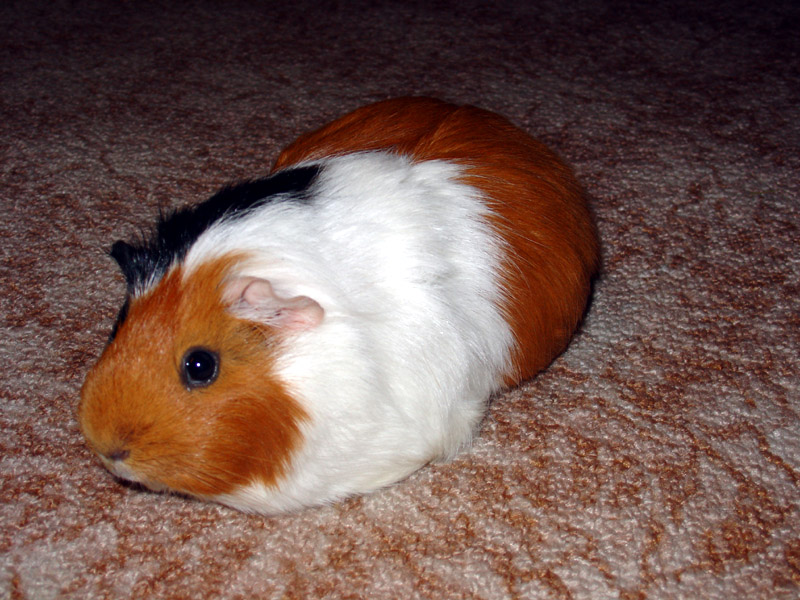
Tengerimalac
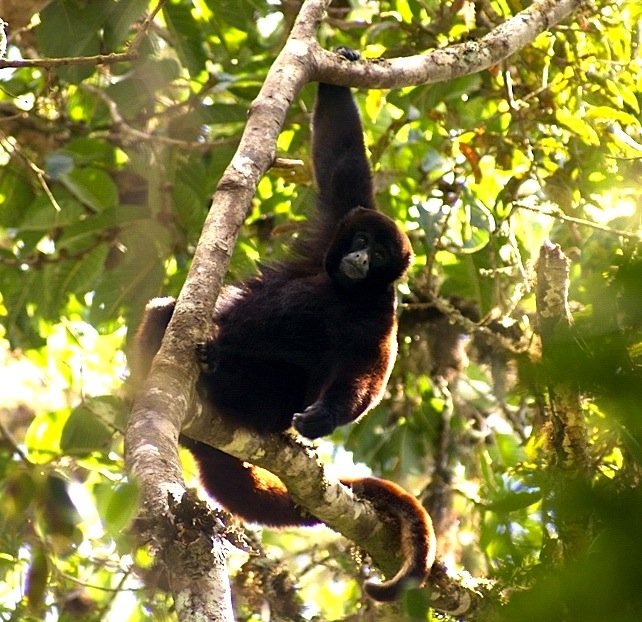
Pókmajomfélék
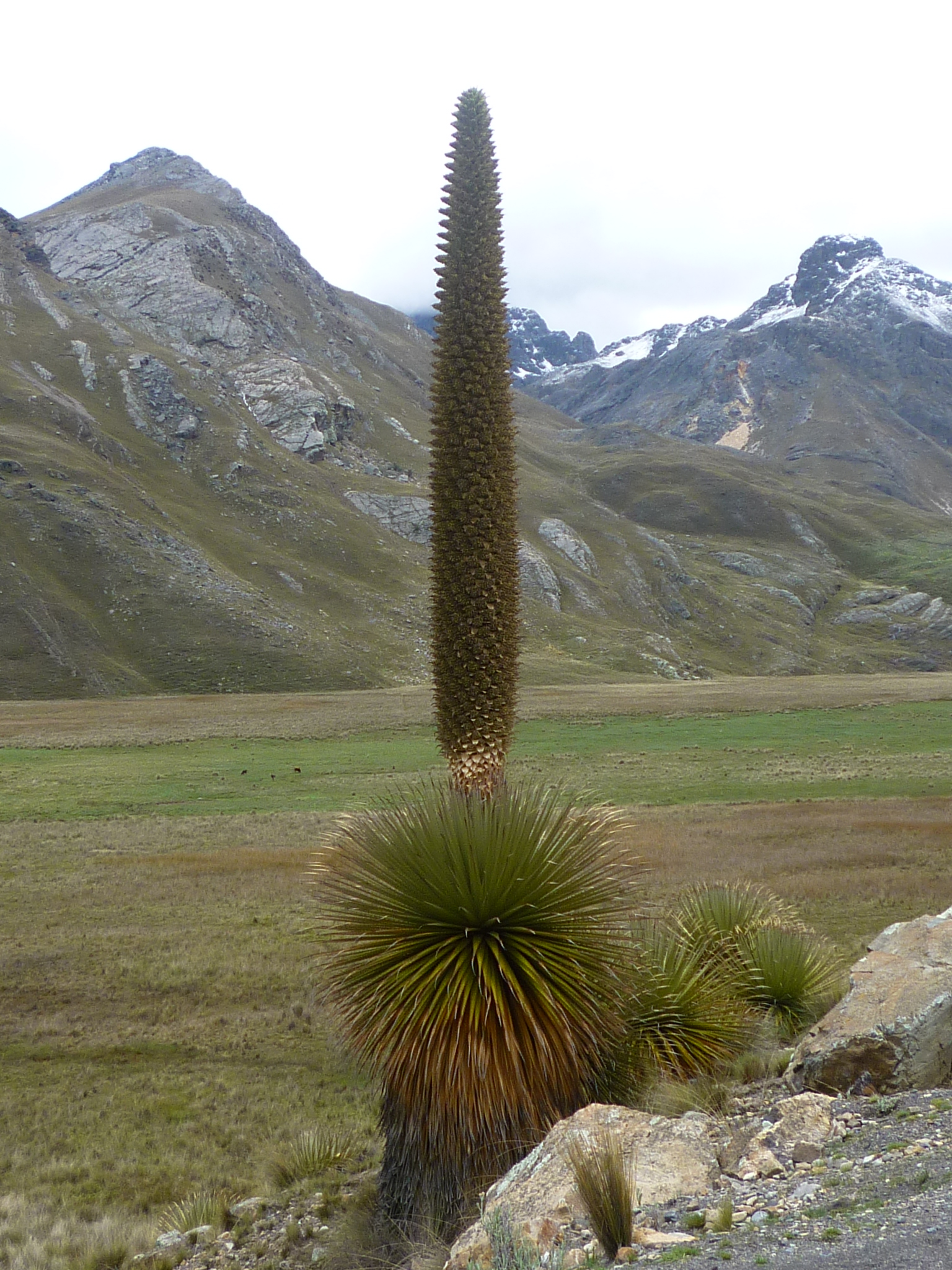
Puya raimondii (broméliafélék)
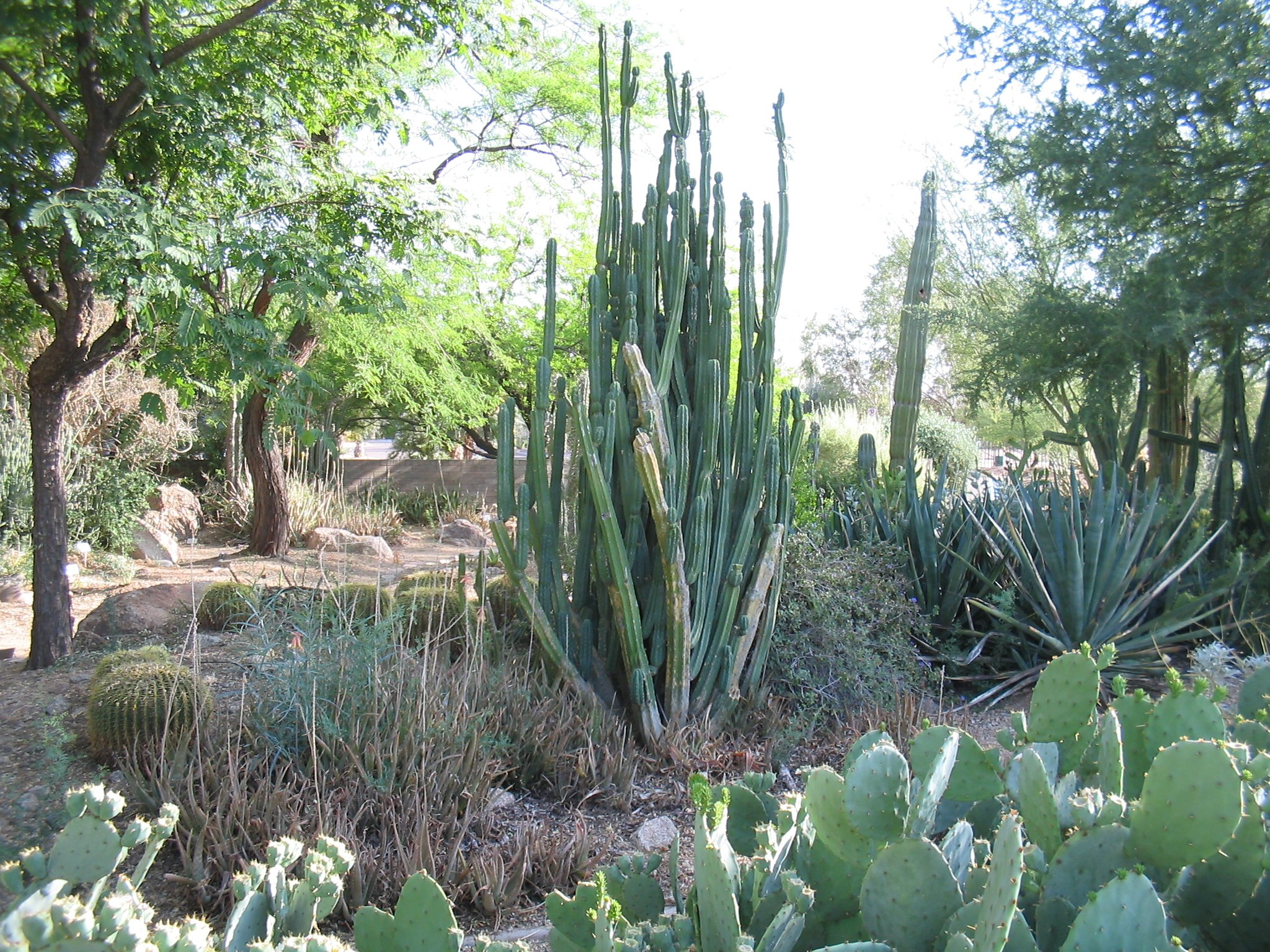
San Pedro-kaktusz

#### Nemzeti parkjai
Az ország területének 2,27%-a nemzeti park.
- Cutervo Nemzeti Park fő témája egy hatalmas barlang és annak élővilága.
- Tingo Maria Nemzeti Park hegyvidék, ritka állatok, madarak és halak a patakokban.
- Manu Nemzeti Park világörökség és bioszféra-rezervátum, különösen az itt élő fák érdekesek.
- Huascaran Nemzeti Park természeti világörökség, bioszféra-rezervátum, e tájon vannak a világ legmagasabb trópusi hegyei.
- Amotape Nemzeti Park aránylag kicsi területén négy különböző ökoszisztéma található.
- Río Abiseo Nemzeti Park magas hegyek lábánál trópusi erdő.
- Yanachaga-Chemillen Nemzeti Park élővilága mellett az itt található régészeti lelőhelyek is fontosak.
- Bahuaja-Sonene Nemzeti Park határos Bolívia Madidi Nemzeti Parkjával. Trópusi folyók élővilága.
- Alto Purus Nemzeti Park az ember és természet harmonikus együttélését, egyes indián csoportok védelmét kívánja biztosítani.

#### Természeti világörökség
- Machu Picchu inka város egyszerre kulturális és természeti világörökség
- Huascarán Nemzeti Park
- Manu Nemzeti Park
- Ríó Abiseo Nemzeti Park egyszerre kulturális és természeti világörökség

## Történelme
Nem tudni, mikor érték el az Ázsiából a Bering-földhídon átkelő emberek Dél-Amerika északnyugati területeit. Az Ayacuchóban, a Pichimachay-barlangban talált állatcsontok és kőeszközök vizsgálata alapján ez időszámításunk előtt 18–14 000 körül lehetett.

### Archaikus avagy prekeramikus korszak
(kb. i. e. 10 000 – i. e. 1800)

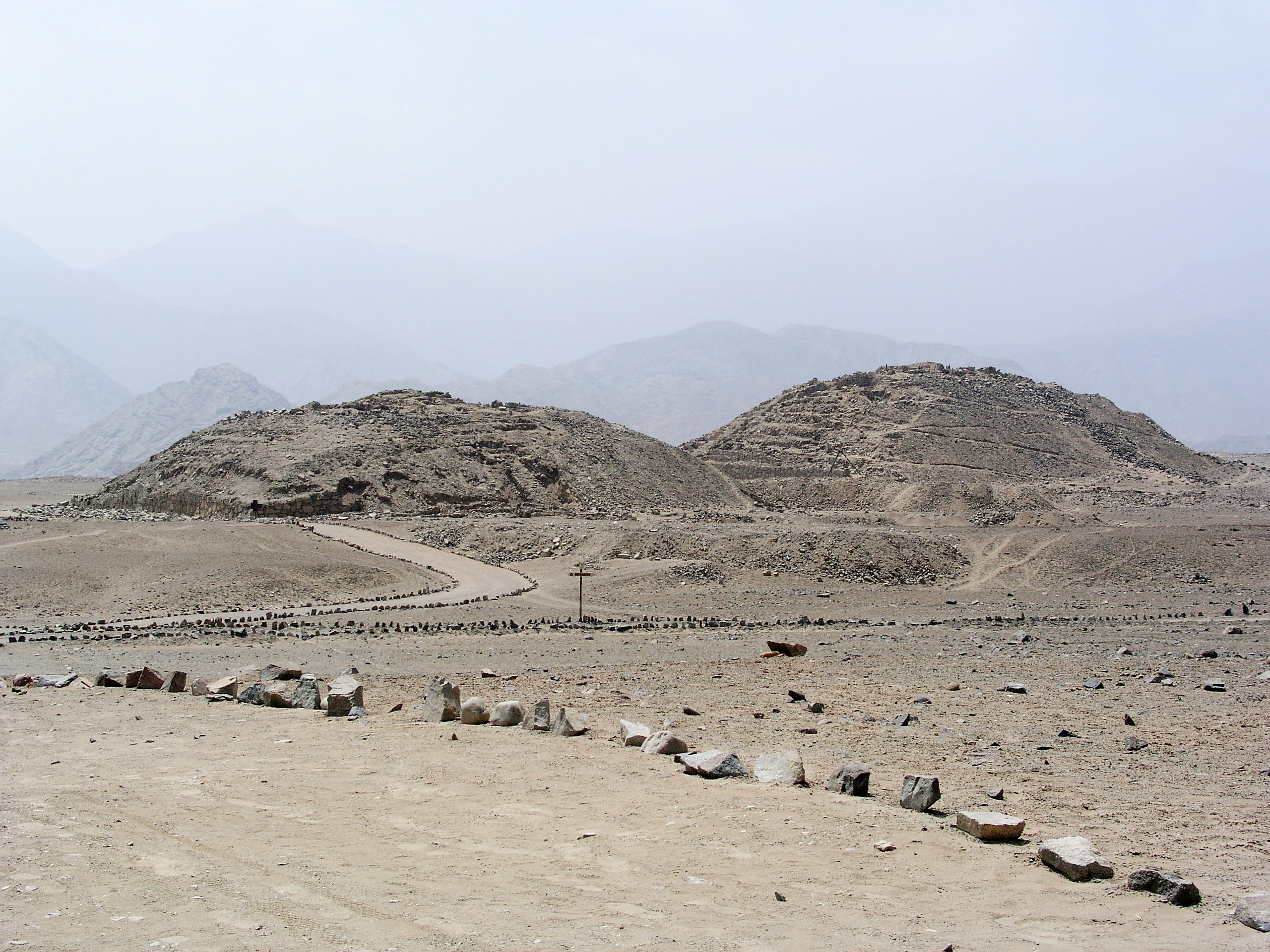
Caral piramisai mintegy 4600-5000 évesek. A mai sivatag helyén egykor füves szavanna uralkodott

A legutóbbi jégkorszak végén a mai sivatagos tengerpart helyén dús füvű rétek terültek el. Az észak felől érkező telepesek ehhez igazodva alakították ki vadász–gyűjtögető életmódjukat. A pleisztocén megafauna kipusztulása után kisebb állatokra vadásztak és csontból, illetve növényekből készített eszközeikkel a tengerből is szereztek táplálékot.
Időszámításunk előtt 6–4000 körül az Andok lakói megkezdték a láma, az alpaka, a tengerimalac és a pézsmakacsa háziasítását, valamint a növénytermesztést. Krumplit, babot, tökféléket, kukoricát, paprikát, paradicsomot, uborkát, avokádót, földimogyorót és dinnyét termesztettek. I. e. 2500 körül terjedt el a gyapot. Ez lett a szőttesek egyik legfontosabb alapanyaga, a szövés pedig a perui civilizációk egyik legfontosabb művészete.
A földművelés fejlődését és a lakosság számának növekedését i. e. 2700 és 2200 között követte az első szertartási és egyéb közösségi épületek megjelenése. Kőből és vályogtéglából építkeztek, főként a partvidéken.

### Kezdeti korszak
(kb. i. e. 1800–800)
Az új korszak kezdetét az agyagművesség megjelenésétől számítjuk. A fazekasok az egyszerű, dísztelen agyagmunkáktól eljutottak a színes, minőségi kerámiákig. A partvidéki településközpontok szertartási központokká alakultak, ahol a papok áldozatokat mutattak be.
Ebben a korszakban kezdték meg az öntözőcsatorna-hálózat kiépítését, és ez a termesztett növényeket tette fő táplálékukká. A halászat és a szövés is sokat fejlődött. A hegyekbe húzódó csoportok i. e. 900 körül tértek át a teraszos földművelésre.

### Korai horizont
(kb. i. e. 800–200)
A kezdeti korszak és a spanyol hódítás közötti időt a régészek három horizontra és két úgynevezett átmeneti korszakra tagoljál. A horizontok a földrajzi terület – Középső-Andok – egységesülését, az átmeneti korszakok a kisebb, helyi kultúrákat taglalják.
A korai korszakot Chavín-horizontnak is nevezik, mert név i. e. 1200 táján Chavín de Huántarban volt az egész Andok vallási és hatalmi központja.
A Chavín-korszakban jelentősen fejlődött a kézműipar. A fazekasok díszes ábrákat véstek az edények felületére, a fémművesek feltalálták a forrasztást, a domborítást és elkezdték az aranyat ezüsttel ötvözni. E korszak végén készültek a spanyol hódítás előtti Dél-Amerika legpompásabb, milliónyi apró figurával és geometriai motívumokkal díszített szőttesei.
A Chavín-kultúra az északi Sechura-sivatagtól a déli Nazcáig, a hegyvidéken Pacopampától Huancavelicáig mutatható ki.
Ugyanebben a korszakban a Déli-Andokban, a Titicaca-tó medencéjének északi részén, Pucará központtal jött létre a Pucará-kulfftúra, amely északon Cuzcóig, dél felé a mai Bolíviáig éreztette hatását.
Pucarában hat monumentális épületcsoport áll, köztük lépcsős piramis lesüllyesztett, kicsi templomokkal. A nagy temetkezőhalmokat és tömbből faragott oltárokat falak veszik körül.
A Titicaca-tó déli medencéjében, a mai Bolívia területén a Chiripa-kultúra virágzott. Központjának négyszögletesen elrendezett építményei egy lesüllyesztett teret vesznek körül, előrevetítve egy új szertartási építészeti stílust.

### Korai átmeneti korszak
(kb. i. e. 200 – i. sz. 600)

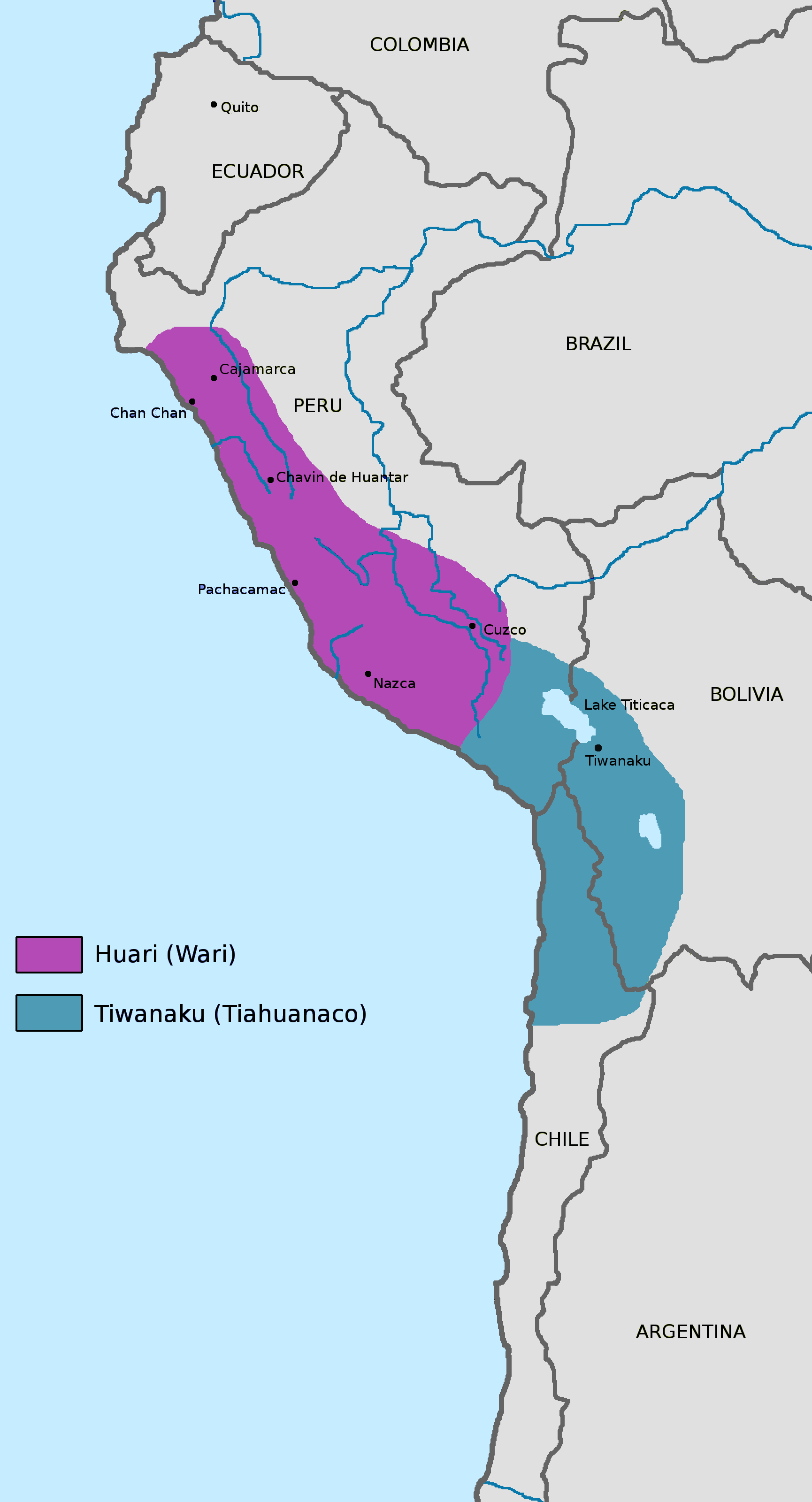
A Huari- és a Tiahuanaco kultúra elterjedése (kb. 500–1200 között)

A Chavín de Huántar vezette egység felbomlása után az ősi Peruban helyi kultúrák nyertek teret.
Északon Piura és Lambayeque között virágzott a Vicús-kultúra, amely elsősorban 15 méter mélységet is elérő sírjairól és a bennük talált negatív festésű, állatalakos kerámiákról, valamint rézből, arzénes bronzból, valamint réz–arany ötvözetű tárgyairól ismert.
A Chicama, Moche, Nepeña  és Lambayeque folyók völgyében alakult ki a főképp ember-, állat- és épületmakett-kerámiáiról, valamint fémtárgyairól ismert Salinar-kultúra.
A Salinar-kultúra helyén idővel kialakult a Moche-kultúra (kb. i. e. 100 – i. sz. 800), amely tetszetős kerámiáiról és ötvösművészetéről ismert. Legfontosabb vallási épületeiket, a Naptemplomot és Holdtemplomot a mai Trujillo közelében emelték.
A déli tengerparton a Paracas-kultúra emelkedett ki. Ezt a legkifinomultabb technikával készült textíliái tették híressé. Paracasban szokás volt a halottak mumifikálása.
A Paracas-kultúrából i. e. 200 körül bontakozott ki a Nazca-kultúra, amelynek fénykora nagyjából egybeesett a Moche-kultúráéval. Kiváló szőttesek készültek, később a fazekasság vette át a vezetést; ebben több technológiai újítást is született. A kerámiákra már égetés után vitték fel a fehér, narancs, vörös, barna és fekete színeket. A Nazca-kultúra legismertebb hagyatéka a rejtélyes geoglifák vonalrendszere .
További jelentősebb kultúrkörök: Recuay-, Lima-, Pucará-, Huari- és Tiahuanaco-civilizáció.

### Középső horizont
(kb. i. sz. 600–1000)

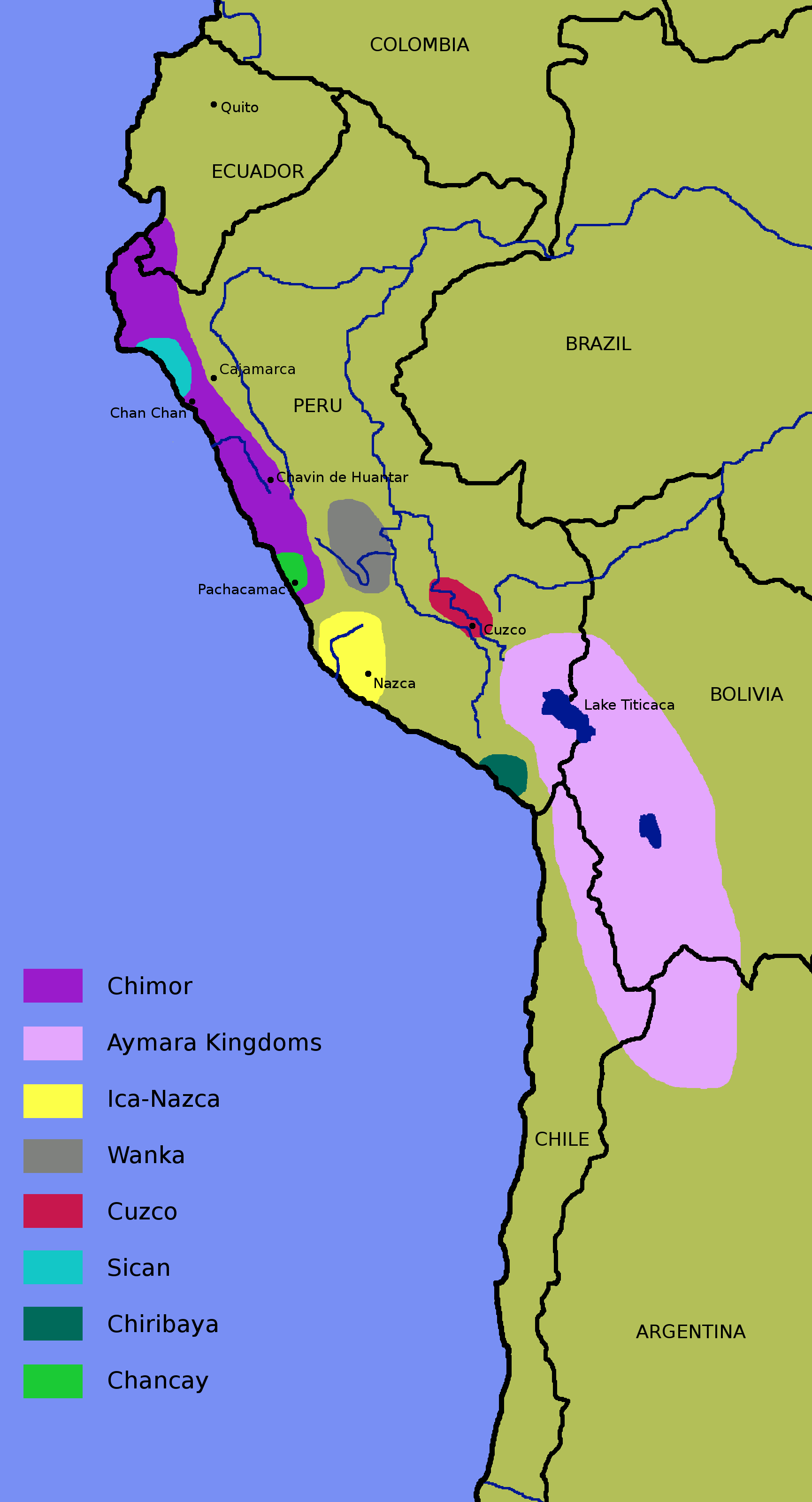
Az 1000–1400 közötti jelentősebb kultúrák elterjedése Peruban

A 6. század közepétől az addig virágzó kicsiny „főnökségek” kénytelenek voltak alávetni magukat két nagy, egységesítésre törekvő hatalomnak. A két hatalmi központ Huari (Wari) és Tiahuanaco (Tiwanaku) volt.
A Tiwanaku Birodalom a Titicaca-tó bolíviai oldalán az 1. századtól benépesülő, majd a 700-as évekig városias településsé növekedett. Kulturális és vallási hatása volt jelentős. Hatalmának a harcos ajmara vagy kolja csoportok vetettek véget.
A Wari Birodalom központja Tiwanakutól mintegy 700 km-rel északnyugatra helyezkedett el. Katonai erejéről volt híres. A birodalom túlzott növekedési üteme miatt időszámításunk szerint 1000 táján a városokat elhagyták lakóik.
A korszak legfontosabb újítása az igazi városok kialakítása volt. Ragyogó színű edények, kerámiaszobrok, tollakkal átszőtt textíliák, ötvösremekek és féldrágakő-faragások maradtak ránk ebből a korból.

### Késői átmeneti korszak
(kb. i. sz. 1000–1450)
A Wari Birodalom hatalma jóval az ezredforduló előtt megroppant, és a Moche-kultúra helyére a Sicán- (Lambayeque)-kultúra lépett. Fővárosa Batán Grande volt. A Sicán-kultúra 900 táján jutott el fejlődésének csúcsára. Ekkor emelték monumentális épületeiket, ásták nagy sírkamráikat, használták széles körben az arzén-bronzot, teremtettek kereskedelmi kapcsolatokat az ecuadori partvidékkel. 1050 és 1100 között azonban Batán Grande elpusztult, és az új hatalmi központ Túcume lett. 1375 és 1400 között a sicán területeket a Chan-Chan székhelyű Chimu Királyság hódította meg. Chan-Chan kilenc, fallal körülvett városrészből állt; mindegyikben templomok, víztárolók és lakóházak sorakoztak egymás mellett. Ez a kultúra fémművességéről, réz, arzén-bronz, ezüst- és aranytárgyaiól híres. Az agyagművesség továbbvitte a Moche-kultúra gömbformáját és kengyel alakú kiöntőcsövét, a formák és színek változatossága azonban eltűnt.
A korszak további kultúrái: amazóniai csacsapoják, tengerparti csankajok és ika-csincsák, a Titicaca-tó mellett temetkezési tornyokat emelő kolják, illetve az andesi csankák és inkák.

### Késői horizont
(kb. i. sz. 1450–1532)

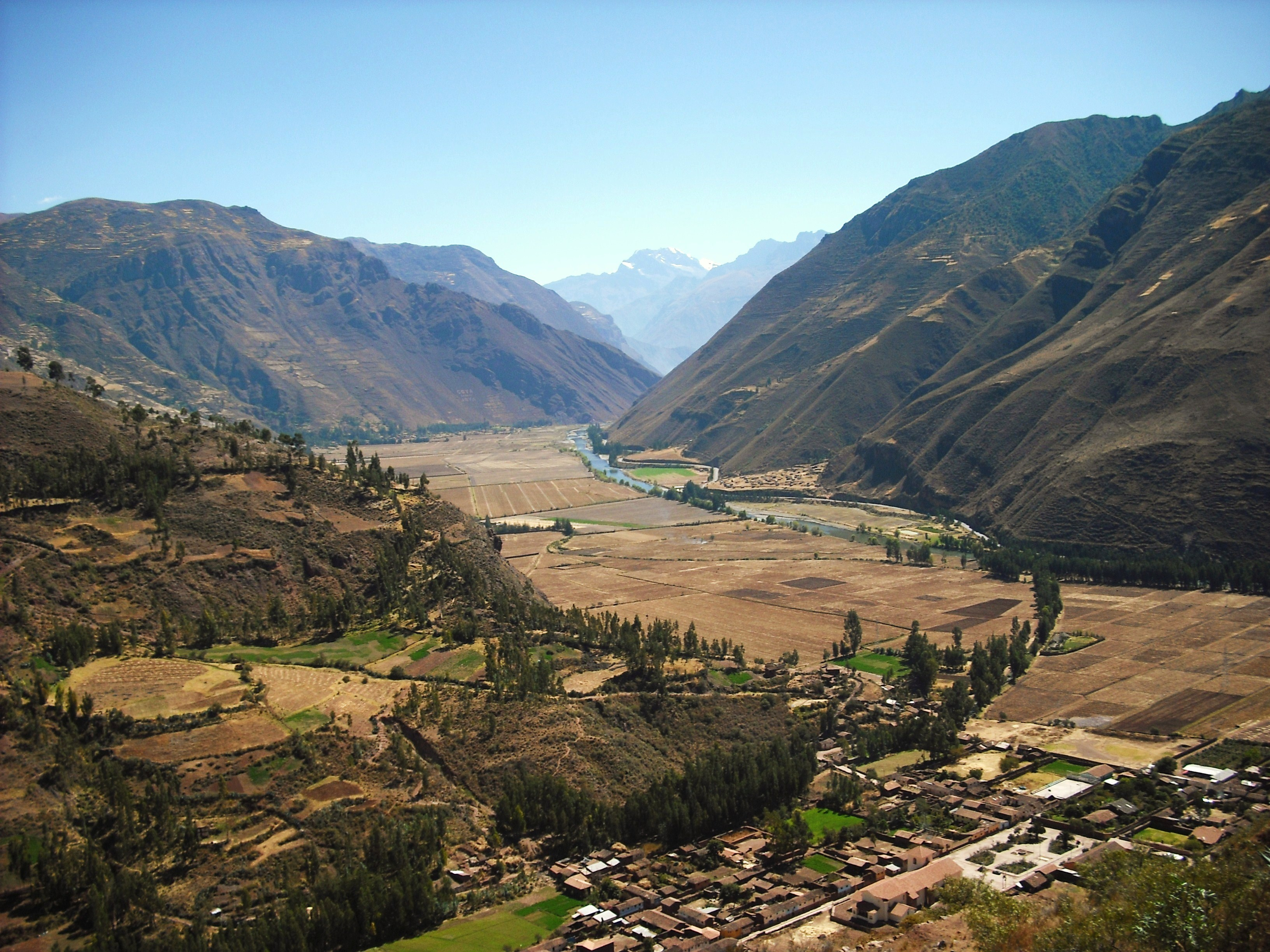
Az inkák által szent helyként tisztelt Urubamba völgye

Az inkák néven közismertté vált népcsoportok a 14. században kezdtek meghatározó erővé válni Cuzco környékén.
Az inka címet viselő első hét király:
- Manco Cápac/Manko Kapak
- Sinchi Roca/Szincsi Roka
- Lloque Yupanqui/Ljoke Jupanki
- Mayta Cápac/Majta Kapak
- Cápac Yupanqui/Kapak Jupanki
- Inca Roca/Inka Roka
- Yahuar Huacac/Jauar Uakak

A 15. század elejéig az inkák elégedettek voltak területükkel, de a csankák szemet vetettek rá. A nyolcadik inka király, Viracocha Inca/Virakocsa Inka idején betörő ellenség közel állt a terület elfoglalásához. A hódítókat Pachacutec Inca Yupanqui/Pacsakutek Inka Jupanki (uralkodott: 1438–1471) verte végül vissza. Átszervezte az általa uralt területet, és elkezdte annak kiterjesztését. Hódításait fia és utóda, Túpac Inka Yupanqui (Tupak Inka Jupanki, uralkodott: 1471–1493) teljesítette ki és unokája, Huayna Cápac/Uajna Kapak (uralkodott: 1493–1525/7) zárta le.
A birodalom élén a Nap fiának tekintett, abszolút hatalmú Sapa Inka állt. Hatalma csúcsán a kb. 1 millió km² kiterjedésű, a minimum 3 millió lakosú Inka Birodalom (Tahuantinsuyu, a „Négy Világtáj”) országa volt minden idők leghatalmasabb indián birodalma; a mai kolumbiai-ecuadori határtól a chilei Santiagóig terjedt. Nyugati határa a Csendes-óceán volt, a keleti az Andok keleti oldalán, 1000 méter magasan húzódott. Négy nagy egysége a főváros, Cuzco főteréről kiinduló négy főútvonal alkotta cikkelyekben helyezkedett el:
- Északnyugaton Chinchaysuyu
- Északkeleten Antisuyu
- Délnyugaton Cuntisuyu
- Délkeleten Collasuyu

Az északi hódítások és felkelések miatt Huayna Capac Quitóba (ez a mai Ecuador fővárosa) helyezte át udvartartását. Ott született Atahualpa nevű fia — idősebb fia, Huáscar Cuzcóban maradt. Az apa felosztotta a birodalmat: az északi országrészt Atahualpának, a délit Huáscarnak hagyta örökül, mielőtt az európaiak által behurcolt himlőtől elhalálozott. A dühöngő járvány közben a hadsereg Atahualpát, a papság Huáscart támogatta. Huayna Cápac halála után a két fiú polgárháborúja kapóra jött a spanyol hódítóknak.

### Spanyol hódítás

A Machu Picchu, az Urubamba völgyet határoló hegyek egyikén

Kolumbusz Kristóf hajói 1492 és 1518 között vetettek horgonyt Hispaniola, Jamaica, Kuba, Santo Domingo és Puerto Rico partjain; ezeket vették először birtokba a spanyolok.
1519 és 1525 között elfoglalták a maják városait, Hernán Cortés pedig leigázza az aztékokat. Ezzel a szárazföldön is megnyílt az út Dél-Amerika felé.
1522-ben Pascual de Andagoya Panamából három hajóval expedíciót vezetett a mai Kolumbiában található San Juan-folyóig.
1524-ben Andagoya három hajójával kelt útra Panama kormányzója, Francisco Pizarro (1476–1541). Alvezére Diego de Almagro (1479–1538) volt; a csapat papja Hernando de Luque. Még 1524-ben meglátták Dél-Amerika csendes-óceáni partjait, de ez az útjuk gyakorlati sikert nem hozott.
1526 végén újra megpróbálkoztak, és ezúttal a San Juan-folyónál különváltak. Almagro visszatért Panamába erősítésért, Pizarro letáborozott, az expedíció kalauza, Bartolomé Ruiz pedig továbbhajózott dél felé. Ezzel ő lett az első olyan európai, aki a Csendes-óceánon keresztezte az Egyenlítőt, és ugyancsak ő került elsőként kapcsolatba az Inka Birodalommal. Visszafordult, felvette Pizarro csapatát, és az ecuadori partok előtti Gallo-szigeten táboroztak le. Több spanyol a visszatérés mellett döntött, de Pizarro tizenhárom társával továbbment a Guayaquili-öbölbe, ahonnan először pillantottak meg egy inka várost, Tumbest. A Santa-folyóig hajóztak, és onnan lámát, fémedényeket, szőtteseket és agyagedényeket vittek Panamába.
Pizarro 1528 nyarán Spanyolországba hajózott, hogy az uralkodó jóváhagyását kérje az Inka Birodalom leigázásához. 1529. július 26-án Toledoban szövegezték meg azt a szerződést, amellyel az uralkodó felhatalmazta Pizarrót Peru felfedezésére és meghódítására, egyúttal kinevezte Peru kormányzójává és főkapitányává.
Pizarro 1530. december 27-én Panamából indult harmadik útjára. Először mai Ecuador területén, a Guayaquili-öbölben található Puná-szigeten szállt partra katonáival. 1532 áprilisában Tumbesnél léptek Peru földjére, majd szeptemberben San Miguel de Piurában támaszpontot építettek. 1532. november 15-én érkeztek Cajamarcába, Atahualpa udvarába. Többszöri csellel és csalással elfogták Atahualpát, akit 1533. július 26-án Francisco Pizarro máglyahalálra ítélt. 1533. augusztus elején megkoronázták Túpac Huallpát, Huayna Capac harmadik fiát, de ő 1533 októberében meghalt. Ezután Pizarro a főváros, Cuzco felé indult, és azt 1533. november 15-én érte el. A trónra ültette Huáscar féltestvérét, Manko Inkát, de a hatalmat ő tartotta kézben.

### A spanyol uralom
1535. január 18-án Pizarro a tengerparton megalapította Limát az ország leendő új fővárosát.
Manko Inka, aki nem akart a spanyolok bábjaként uralkododni, sereget toborzott ellenük, de vereséget szenvedett a hódítóktól. Manko Inka először Ollantaytambóba, majd a Vilcabamba-hegységbe menekült; a hegyek közt hunyt el 1544-ben.
Pizarro 1538. július 8-án megölette alvezérét Almagrót, ezután Almagro hívei 1541. június 26-án Pizarrót ölték meg.

### Gyarmati korszak
1543-ban hozták létre a Peru Alkirályságot; kezdetben ez szinte valamennyi dél-amerikai spanyol birtokot magába foglalta.
Az alkirályt Spanyolországból küldték egy-egy és 4–6 éves időszakra.
A kor három alapvető társadalmi osztálya:
1. a „félszigetiek” – az alkirályságban élő spanyolok;
2. a kreolok – azok a spanyolok, akik már a gyarmaton születtek;
3. az indiánok és a meszticek — előbbiek  saját vezetőikkel, a gyarmatosítók által meghagyott curacákkal. A meszticek a spanyolok–indián félvérek.

Ebben a korban a perui gazdaság alapja az ezüstbányászat volt. A perui ezüst nagyon fontos jövedelemforrása volt a spanyol királyoknak. A 18. században csökkent az ezüstbányászat jelentősége és vele a király bevétele is. A spanyol udvar reformokat vezetett be: az alkirályságról sok területet leválasztottak, az adókat jelentősen megemelték. Az adóreformok miatti elégedetlenség és az indián–mesztic lakosság elnyomása vezetett a gyarmati korszak legnagyobb indiánfelkeléséhez II. Tupac Amaru vezetésével. A felkelés 1780-ban tört ki. Az indiánok 1780. november 18-án a sangararái csatában legyőzték a spanyol sereget, Cuzcót azonban sikertelenül ostromolták meg 1781 januárjában. április 6-án a spanyolok megsemmisítő vereséget mértek a felkelőkre és 1781. július 18-án Cuzco főterén kivégezték II. Tupac Amarut és családját.
Az indiánok még próbálkoztak néhány kisebb felkeléssel, de a spanyolok ezeket 1783-ra teljesen felszámolták.

### A függetlenség kivívása – a függetlenségi háború

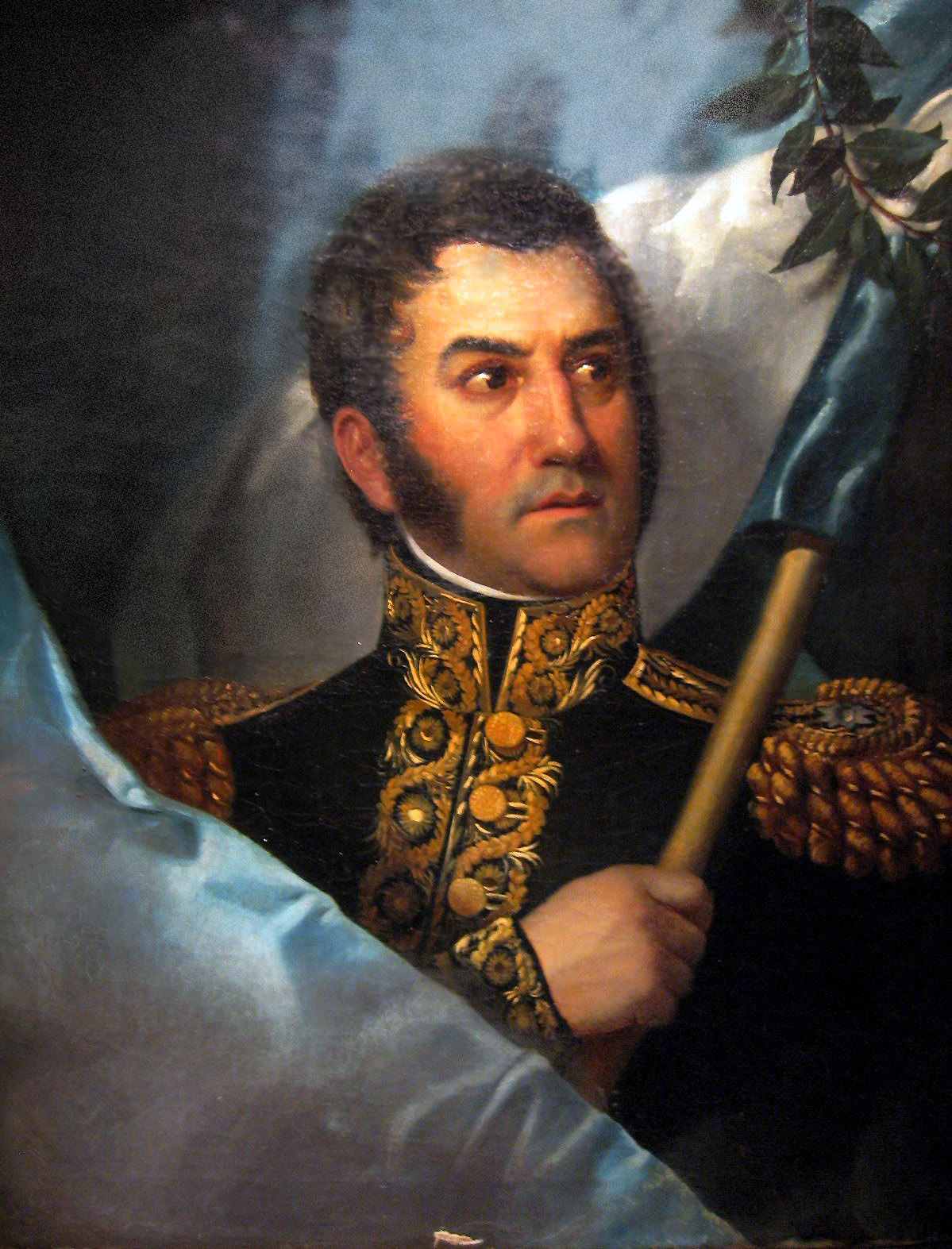
José de San Martín

Az 1820-ban kirobbant függetlenségi háború a dél-amerikai gyarmatbirodalom más részein kezdődött, de gyorsan átterjedt Perura is.
Dél felől érkezett José de San Martín, Argentína és Chile felszabadítója. Az ő serege 1820. szeptember 8-án szállt partra Paracasnál. 1821. július 12-én bevonultak Limába, és két héttel később, július 28-án kikiáltották Peru függetlenségét. San Martín ezután átadta a hatalmat az 1822. szeptember 20-án alakult alkotmányozó nemzetgyűlésnek, és Franciaországban telepedett le.
Észak felől érkezett Venezuela és Kolumbia hőse, Simón Bolívar, aki Ecuador felé vonult tovább. Ő 1823. szeptember 1-én érkezett Callao kikötőjébe, de vissza kellett vonulnia, mert a királyi hadsereg erősebbnek bizonyult. Bolívar újjászervezte seregét, és tábornoka, Antonio José de Sucre december 9-én ismét összecsapott az utolsó perui alkirály, José de la Serna csapataival és ezúttal a felkelők győztek. Ezután királyi hadsereg kezében már csak Felső-Peru maradt. 1826. augusztus 6-án függetlenségi nyilatkozatot fogadtak el 1826. augusztus 10-én az újonnan megszületett országot Republica de Bolívar névre keresztelték, fővárosának nevét Chuquisacáról Sucréra változtatták.
Bolívar 1826-ban a függetlenné vált országokat egy latin-amerikai államszövetség megalakítására hívta össze, de a konferencián csak Kolumbia, Peru, Közép-Amerika és Mexikó vett részt. Bolívar kudarcot vallott. 1830-ban bukott vezérként Európába indult, de útközben életét vesztette.
A függetlenné vált államok határai erősen vitatottak voltak. Peru három rövid háborút vívott Bolíviával, Kolumbiával és Chilével. 1836-ban a bolíviai hadsereg bevonulásával született meg a Peru-Bolíviai Konföderáció, amelyben az országot Észak- és Dél-Perura osztották fel). A formációt három év múlva a chilei csapatok bevonulása szüntette meg.
1845-ben Ramón Castilla tábornok elnökségével kezdődött a béke. A tábornok két elnöki ciklusában 1845–1851 és 1855–1862 között rengeteg fontos reformot hajtott végre. Eltörölte a bennszülöttek adóit, vasút- és távíróvonalakat létesített, megszüntette a rabszolgaságot. 1860-ban elfogadták az ország első alkotmányát, kezdett kialakulni az oktatási rendszer. Elkezdték két nagy hatású hozamjavító, guanó és a salétrom kitermelését.
1863-ban Peru még háborúba is keveredett a Spanyol Királysággal a guanót biztosító Chincha-szigetekért.
1873-ban Peru kölcsönös segítségnyújtási szerződést kötött Bolíviával. Szerződéses kötelezettségét teljesítve 1879-ben hadba szállt Bolívia oldalán az Atacama-sivatag északi, nitrátban gazdag sávját megkaparintani akaró Chile ellen (ún. salétromháború). A Csendes-óceánon próbált Bolíviának segíteni, de chileiek elsüllyesztették a perui flottát. 1881-ben a chilei csapatok bevonultak Limába.
1883. október 30-án az ancóni szerződéssel Chile megkapta Bolívia összes tengerparti területét. Bolívia elveszítette tengeri kijáratát, Peru pedig három déli tartományát: Aricát, Tacnát és Tarapacát.
1879-ben Spanyolország elismerte Peru függetlenségét.
1896 és 1922 között az északkeleti Loreto megyében felkelések zajlottak le, amelyek keretében kétszer is kinyilvánították az autonóm Loretói Szövetségi Állam, egyszer pedig a Loreóti Köztársaság létrejöttét, ám Peru minden ilyen próbálkozást elfojtott.

## 20. század

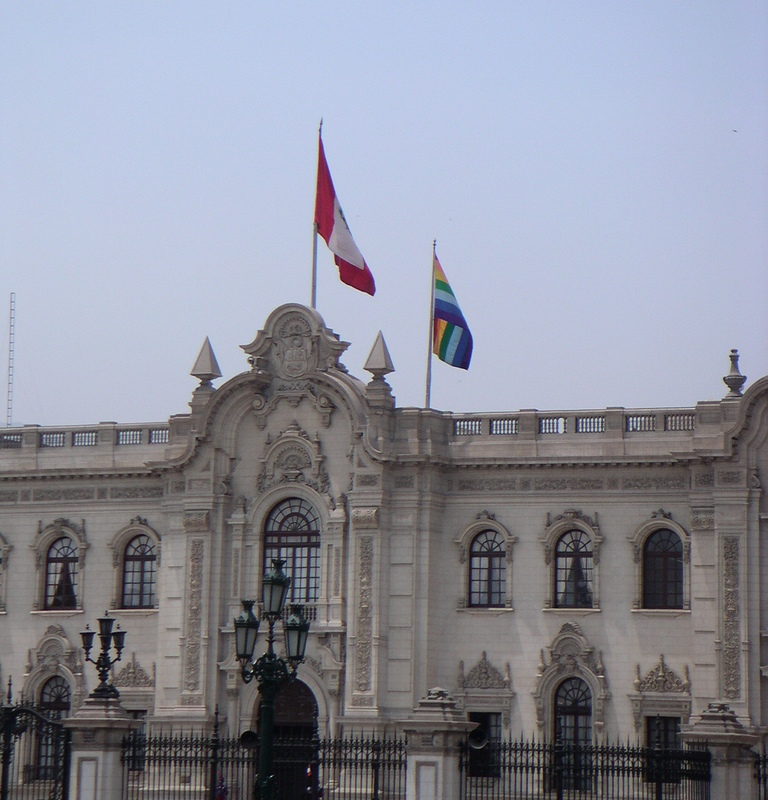
A Casa de Pizarro, Peru parlamentje Limában

1902-ben Peru és Bolívia az Osma-Villazón-szerződésben rögzítette a két ország határát.
1911-ben Hiram Bingham amerikai archeológus megtalálta Machu Picchut. Cuzco forgalmas turistaközponttá vált.
Ezután a határviták miatt fegyveres konfliktusba keveredett Kolumbiával a mai Amazonas megye birtoklásáért. A kb. egy évig tartó háborút Kolumbia nyerte.
1920-ban új alkotmányt fogadtak el. Először ebben ismerték el az őslakó közösségeket és jogaikat.
1929-ben Chile az 1883-ban elfoglalt sivatagi területből visszaadta Tacna környékét.
A sok háborúzás kimerítette Peru pénzügyi tartalékait; az országot 1930-tól 25 éven át diktátorok irányították.
1941–1942-ben újabb határvita robbant ki Ecuadorral. A háborúval fenyegető konfliktust a Rio de Janeiróban kötött békeszerződés formálisan lezárta ugyan, de a két ország viszonya még évtizedekig feszült maradt.
1964. május 24-én Peruban, Limában történt a történelem legnagyobb, sporttal kapcsolatos tömegszerencsétlensége, több száz halottal.
1968-ban a fegyveres erők Juan Velasco Alvarado vezetésével puccsal megdöntötték Fernando Belaunde elnök hatalmát. Az új rezsim radikális reformokba kezdett a fejlődés gyorsítása érdekében, de a szélesebb közvélemény nem támogatta.
1970. május 31.-én rázta meg az országot minden idők legpusztítóbb újvilági földrengése. A Richter-skála szerint 7,7-es földrengés Közép-Peruban 80 000 ember életét oltotta ki.
1975-ben az elnöki székben Velascót ugyancsak erővel Francisco Morales Bermúdez tábornok váltotta fel. Visszavonta elődje reformjait és kilátásba helyezte a demokráciába visszatérést. Az 1980-as években Peru jelentős külföldi adósságot halmozott fel, folyamatos volt az infláció, kiterjedt a kábítószer-kereskedelem, a politikai életben tömegessé vált az erőszak. Alberto Fujimori elnöksége (1990–2000) alatt megindult az ország helyreállítása, de Fujimorinak autoritárius tendenciái, a korrupció és az emberi jogok megsértése miatt a vitatott 2000-es választás után le kellett mondania. Azóta Peruban harcolnak a korrupció ellen és stabil a gazdasági növekedés; 2001-ben Alejandro Toledo, 2008-ban Alan García, majd 2011-ben Ollanta Humala Tasso lett az elnök.

## 21. század
Többszöri elnökcserét követően, a 2021. júniusi választáson Pedro Castillót, a baloldali Szabad Peru Párt jelöltjét választották elnökké, aki július végén foglalta el hivatalát.
2022 december elején, az aktuális perui politikai válság idején Pedro Castillo – az ellene indított vádemelési eljárást (impeachment) megelőzve – megpróbálta feloszlatni a Perui Köztársaság Kongresszusát (a perui parlament hivatalos neve). A parlamenti képviselők azonban rendkívüli ülésen az elnök elleni vádemelésről döntöttek, és helyette Dina Boluarte addigi alelnököt választották az ország elnökévé (2022. december 7.). Dina Boluarte, az ország első női vezetője politikai megbékélésre hívott fel a politikai és gazdasági válság leküzdése érdekében. A leváltott elnök hívei azonban a következő héten tiltakozásul tüntetésekbe kezdtek és úttorlaszokat emeltek, egy időre a vonatközlekedés is leállt.

## Államszervezet és közigazgatás

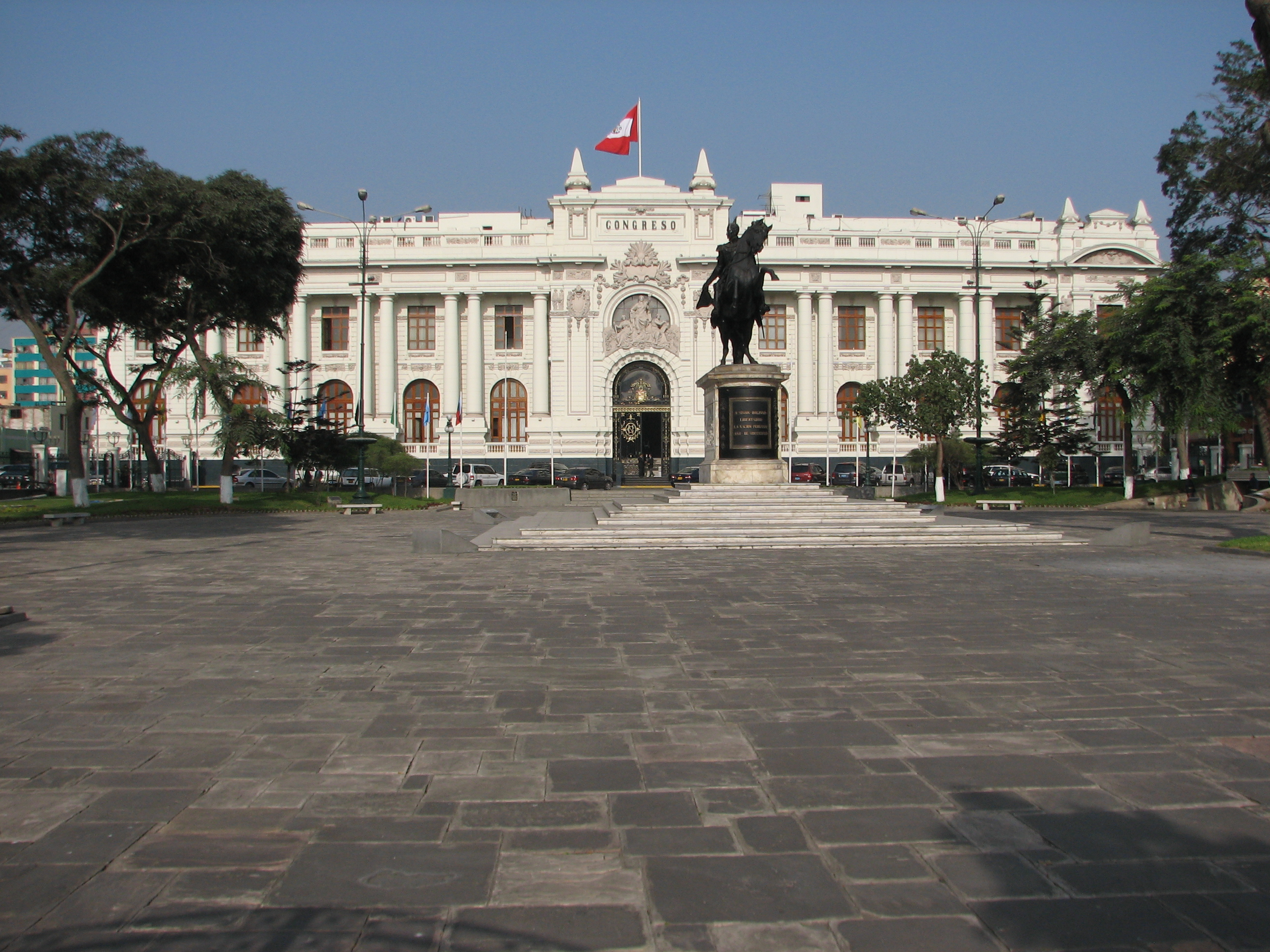
A parlament épülete

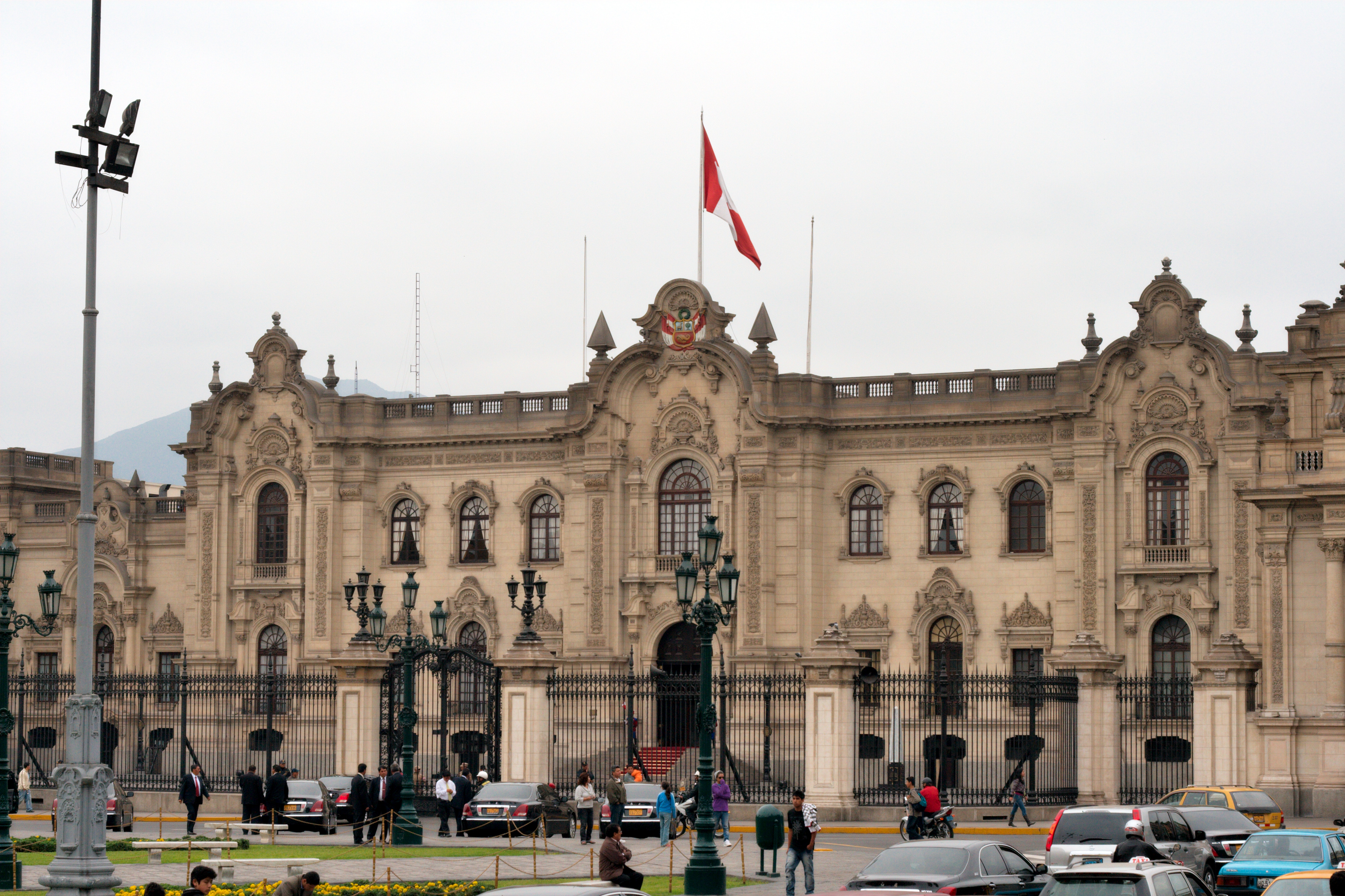
Az elnöki palota, Lima

### Törvényhozás, végrehajtás, igazságszolgáltatás
Az államelnök jelenleg Ollanta Humala Tasso.
(Lásd még: Peru elnökeinek listája)

### Politikai pártok
Peru legjelentősebb politikai pártjai (alapításuk sorrendjében):
- Partido Nacional (1822)
- Partido Civil (1870)
- Unión Nacional (1891)
- Partido Liberal (1901)
- Amerikai Népi Forradalmi Szövetség – APRA – Alianza Popular Revolucionaria Americana (1924)
- Partido Comuninista Peruano (1928)
- Unión Revolucionaria (1931)
- AP – Acción Popular (1956)
- DC – Partido Demócrata Cristiana (1956)
- PPC – Partido Popular Cristiano (1966)
- Változás '90 – Cambio '90 (1990)
- Új Többség – Nueva Mayoría (1993)
- Perú Posible (1999)

### Közigazgatási rendszer
Peru területe 25 régióra oszlik, ebből 24 megye (departamento) és egy úgynevezett alkotmányos tartomány (Callao). Ezeket tartományokra (provincia) osztják, amelyek körzetekből állnak. Összesen 196 tartomány és 1874 körzet van Peruban.

Peru régiói és tartományai

| Régió               | Székhelye        |
| ------------------- | ---------------- |
| Amazonas megye      | Chachapoyas      |
| Ancash megye        | Huaraz           |
| Apurímac megye      | Abancay          |
| Arequipa megye      | Arequipa         |
| Ayacucho megye      | Ayacucho         |
| Cajamarca megye     | Cajamarca        |
| Callao tartomány    | El Callao        |
| Cusco megye         | Cuzco            |
| Huancavelica megye  | Huancavelica     |
| Huánuco megye       | Huánuco          |
| Ica megye           | Ica              |
| Junín megye         | Huancayo         |
| La Libertad megye   | Trujillo         |
| Lambayeque megye    | Chiclayo         |
| Lima megye          | Huacho           |
| Loreto megye        | Iquitos          |
| Madre de Dios megye | Puerto Maldonado |
| Moquegua megye      | Moquegua         |
| Pasco megye         | Cerro de Pasco   |
| Piura megye         | Piura            |
| Puno megye          | Puno             |
| San Martín megye    | Moyobamba        |
| Tacna megye         | Tacna            |
| Tumbes megye        | Tumbes           |
| Ucayali megye       | Pucallpa         |

## Népesség

Népsűrűség régiónként

### Általános adatok
A lakosság több mint fele a part menti sávban él, kb. harmada a hegyekben és az ország több mint a felét elfoglaló amazóniai részen a lakosság alig több mint 12%-a lakik.

### Népességének változása
| Lakosok száma | 9 931 518 | 11 797 803 | 13 953 601 | 16 889 710 | 19 525 200 | 22 213 359 | 24 789 855 | 27 403 845 | 29 262 830 | 33 726 000 |
|               | 1960      | 1966       | 1972       | 1979       | 1985       | 1991       | 1997       | 2004       | 2010       | 2023       |

### Legnépesebb települések
- főváros: Lima
- Északi tengerpart: Trujillo, Chiclayo (a Lambayeque terület központja; vallási eseményeiről híres), Piura
- Északi hegyvidék: Huaraz, Chavín de Huántar, Cajamarca
- Déli tengerpart: Pisco, Ica (a bortermelés központja és a pisco nevű nemzeti italnak számító borpárlat hazája), Nazca, Tacna
- Déli hegyvidék: Cuzco (az Inka Birodalom egykori központja, Amerika régészeti fővárosa; a tengerszint felett 3400 m magasan fekszik), Urubamba, Machu Picchu, Arequipa (három tűzhányó magasodik körülötte, valamint itt található a világ legmélyebb kanyonja a Cañon del Colca), Puno, Ayacucho, Huancavelica
- Amazónia: Iquitos, Pucallpa

### Etnikai megoszlás
A társadalom a következőképpen oszlik meg:
- 45% bennszülött indián
- 37% mesztic (fehér és indián keverék)
- 15% fehér
- 3% egyéb (főként japán, kínai és fekete)

A lakosság rendkívül heterogén. 45% több mint száz különböző kecsua törzshöz tartozó indián őslakos. 3%-nyi ajmara indián is él itt. Ezenkívül kisebb indián töredékek találhatók még az országban, akik a feketékkel, mulattokkal, zambókkal, és ázsiaiakkal együtt is csak mindössze 1%-ot tesznek ki. A mulattok fekete-fehér, míg a zambók fekete-indián keverékek. Külsőleg mindkét csoport tagjai a feketékre hasonlítanak. Az ázsiaiak többsége japán, kisebb része kínai. A lakosság 35%-a mesztic, vagyis indián-fehér keverék. A meszticek külsőleg az indiánokra hasonlítanak. A népesség fennmaradó 18%-a európai fehér a spanyol gyarmatosítók utódai. Az országban jelentős az olasz illetőleg olasz származásúak aránya, számuk megközelíti a másfél milliót.

### Nyelvi megoszlás
A hivatalos nyelv a spanyol, a kecsua és az ajmara. A spanyol nyelvet a perui lakosok kb. 90%-a ismeri. A hegyi indiánok a kecsua nyelvet, a Titicaca-tó környékén, illetve az ország déli részén lakó bennszülöttek az ajmara nyelvet beszélik. 

### Vallási megoszlás
A lakosságának vallási megoszlása a 2017-es népszámlálás alapján:
- katolikus – 76,03%
- protestáns – 14,07%
- egyéb keresztény (J. Tanú, mormon stb.) – 4,40%
- nincs vallása – 5,09%
- egyéb 0,41%

## Gazdasága
Fő gazdasági tevékenységei közé tartozik a bányászat, a feldolgozóipar, a mezőgazdaság és a halászat, valamint olyan gyorsan növekvő ágazatok, mint a távközlés és a biotechnológia.
- 2012-ben a népesség 26%-a él a szegénységi küszöb alatt.
- A lakosság foglalkozása (2012 táján): mezőgazdaság: 25,8%, ipar: 17,4%, szolgáltatások: 56,8%.
- A GDP összetétele (2014-ben): mezőgazdaság: 7,1%, ipar: 36,7%, szolgáltatások: 56,2% [23]

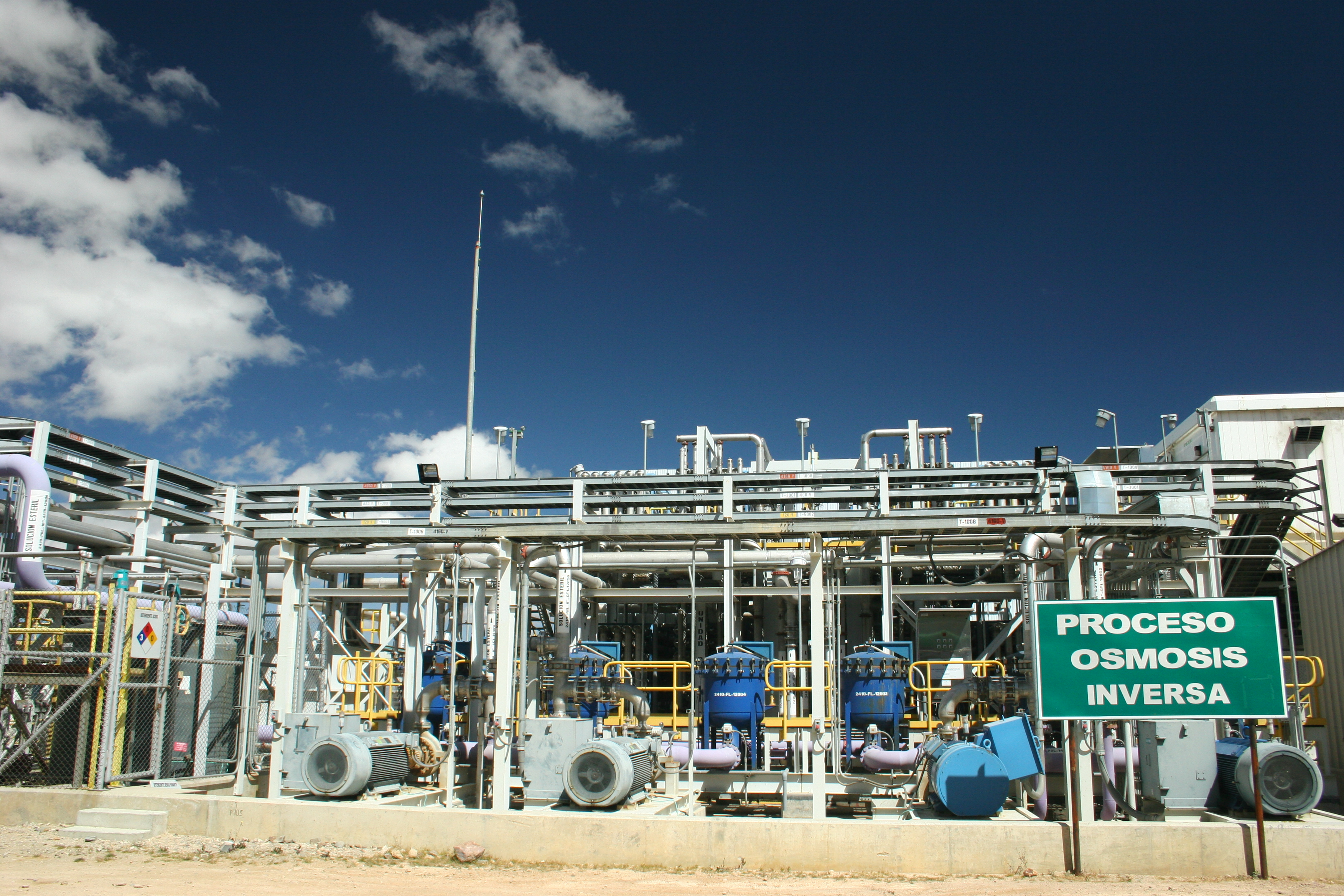
Ozmózisos víztisztító telep

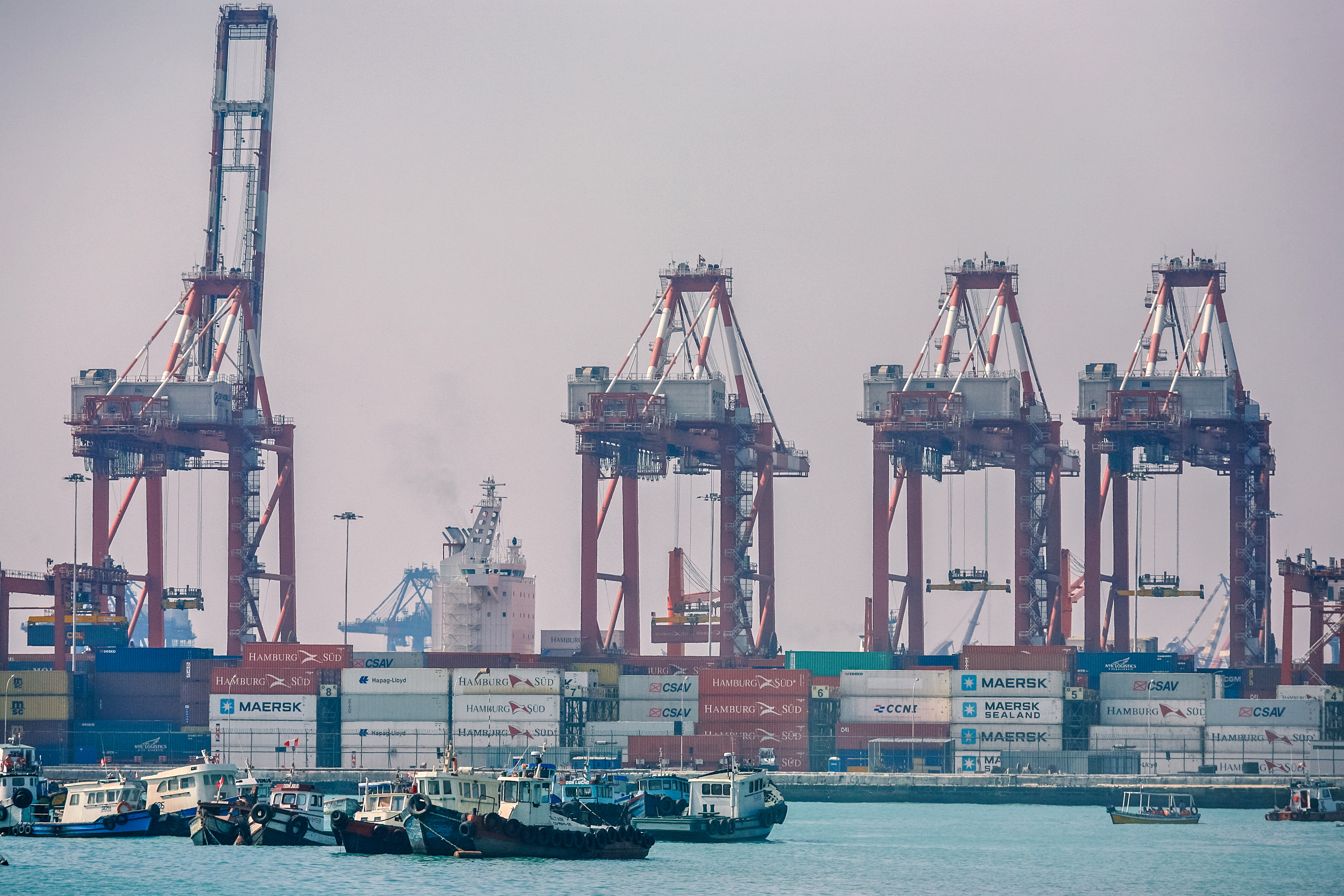
Callao kikötője

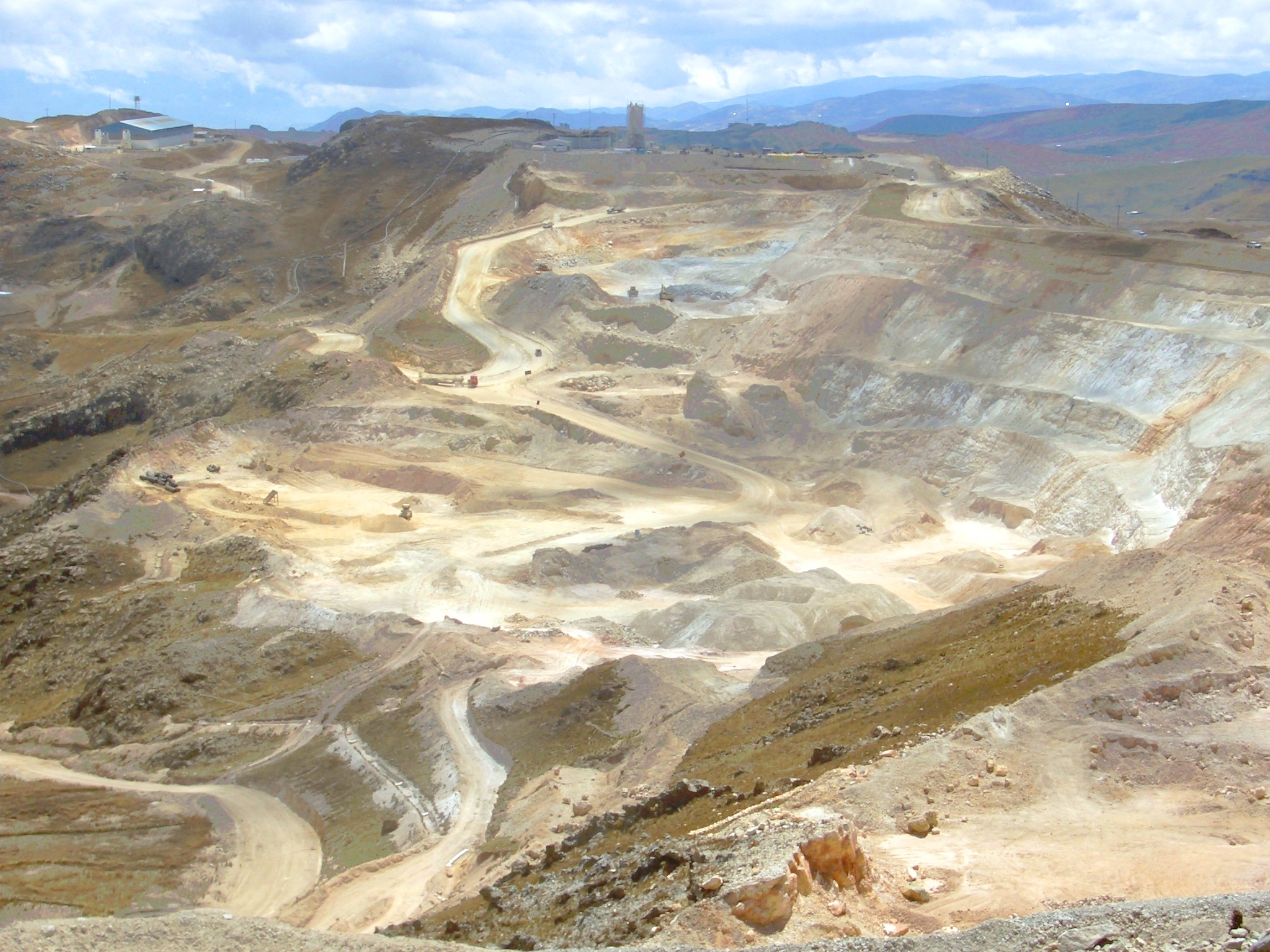
Külszíni aranybánya, Yanacocha

### Gazdasági ágazatok

#### Mezőgazdaság
A hegyvidéki mezőgazdaság lehetősége a körülmények miatt igen korlátozott. Amazóniában a trópusi talajok gyors kimerülése miatt csak váltógazdálkodásra van lehetőség.
A 3000 km-es perui partok mentén évente 10 500 000 tonna tengeri halat halásznak, közvetlen emberi fogyasztásra 480 000 tonnát, a többit pedig halliszt előállítására. Peru a halászat terén a világon az ötödik helyen áll.
Főbb mezőgazdasági termékek (2004. évi adatok):
- cukornád – 6 000 000 t/év
- burgonya – 2 000 000 t/év
- rizs – 1 400 000 t/év
- kukorica – 600 000 t/év
- spárga – 150 000 t/év
- gyapot – 145 000 t/év
- árpa – 140 000 t/év
- mangó – 130 000 t/év
- búza – 120 000 t/év
- kávé – 110 000 t/év

A kávé, a cukornád és a gyapot főleg exportra kerül. A burgonyát, a kukoricát, a búzát, az árpát és a babot főleg önellátásra termesztik.
Főbb tenyésztett állatok (2004. évi adatok):
- baromfifélék – 62 000 000
- juh – 13 000 000
- szarvasmarha – 4 500 000
- tengerimalac és láma – 2 800 000
- alpaka – 2 600 000
- kecske – 1 700 000
- ló – 655 000
- szamár – 490 000
- öszvér – 220 000

Peruban rendkívül jelentős a fakitermelés a mezőgazdasági területté alakítás miatt, ezért növény- és állatfajok pusztulnak ki.

#### Ipar
Fő ágazatok: bányászat; acél- és fémgyártás; kőolaj-kitermelés és finomítás, a földgáz kitermelés és cseppfolyósítás; halászat és halfeldolgozás, cement-, üveggyártás, textil- és ruházati ipar, élelmiszer-feldolgozás, sör-, üdítő-, gumi-, gépgyártás, vegyi anyagok gyártása.
Bányászat: réz, cink, arany, ezüst, vas, kőolajkitermelés.
A réz és az arany jelentős exportcikkek.

#### Külkereskedelem
Főbb áruk:
- Export: réz, arany, ólom, cink, ón, vasérc, molibdén, ezüst; nyersolaj és kőolajtermékek, földgáz; kávé, spárga és egyéb zöldségek, gyümölcsök, ruházati cikkek és textiláruk, hal és halliszt, vegyszerek, fémtermékek
- Import: kőolajtermékek, vegyszerek, műanyag, gépek, járművek, tévékészülékek, telefon és telekommunikációs berendezések, vas és acél, búza, kukorica, szójabab termékek, papír, pamut, gyógyszerek

Legfontosabb kereskedelmi partnerei 2017-ben:
- Export:  Kína 26,5%,  Egyesült Államok 15,2%, Svájc 5,2%, Dél-Korea 4,4%, Spanyolország 4,1%, India 4,1%
- Import:  Kína 22,3%,  Egyesült Államok 20,1%, Brazília 6%, Mexikó 4,4%

## Közlekedés
Perunak nincs összefüggő vasúti hálózata. A vasút leginkább a közkedvelt turisztikai területekre szállít utasokat. Helyette egyrészt a számos – főleg magánkézben lévő – busztársaság, másrészt a Limából a főbb városokba rendszeresen közlekedő belföldi repülőjáratok szolgálják ki a távolsági közlekedés igényeit.

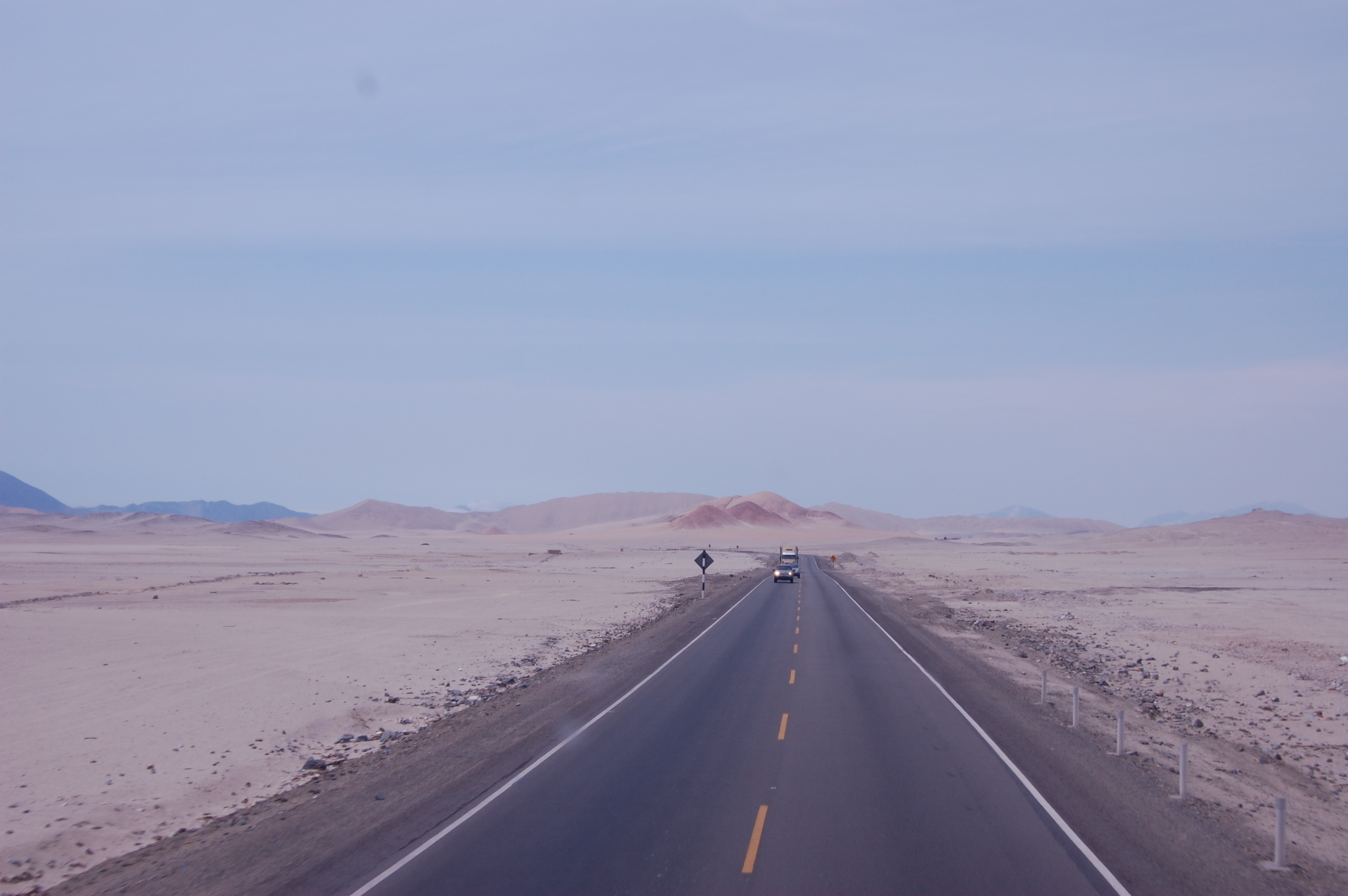
Út a tengerparti sivatagban, Limától északra

### Közút
A pán-amerikai főútvonal az országot átszelve észak–déli irányban halad a part mentén, Tumbes (ecuadori határ) és Tacna (chilei határ) között. További fontos főutak a Longitudinal de la Sierra, amely északról délre halad a magas hegyvidéken belül; és a Carretera Central, amely Limából Pucallpáig vezet.

### Vízi
Főbb hajózható belvizek az Amazonas vízrendszere és a Titicaca-tó.
Fő tengeri konténerkikötői: Callao, Paita, Matarani, Talara, Salaverry.

### Légi
A limai Jorge Chávez nemzetközi repülőtér az ország fő légi kapuja. További fontos repülőterek Cusco, Arequipa, Iquitos és Piura mellett találhatók.

## Telekommunikáció
| Hívójel prefix | OA-OC, 4T |
| ITU zóna       | 12        |
| CQ zóna        | 10        |

## Kultúra
Vidéken sok parasztnak kicsiny földparcellája ad szegényes megélhetést. A városokban élelmiszert, zöldséget, ruházatot árulnak a piacokon, amelyek gyakran festőiek, de az eladóknak gyenge hasznot hoznak. Limában, a fővárosban nagyon sokan barriádának nevezett bódénegyedekben laknak, állami földön illegálisan épült kunyhókban. Az Altiplanón, a bolíviai határ közelében keménykalapos indiánok legeltetik lámáikat és alpakáikat, ruhát készítenek ezeknek az állatoknak a gyapjából, eszik húsukat, és ha melegedni akarnak, a tüzet szárított trágyával táplálják. Peru minden része különbözik a többitől.

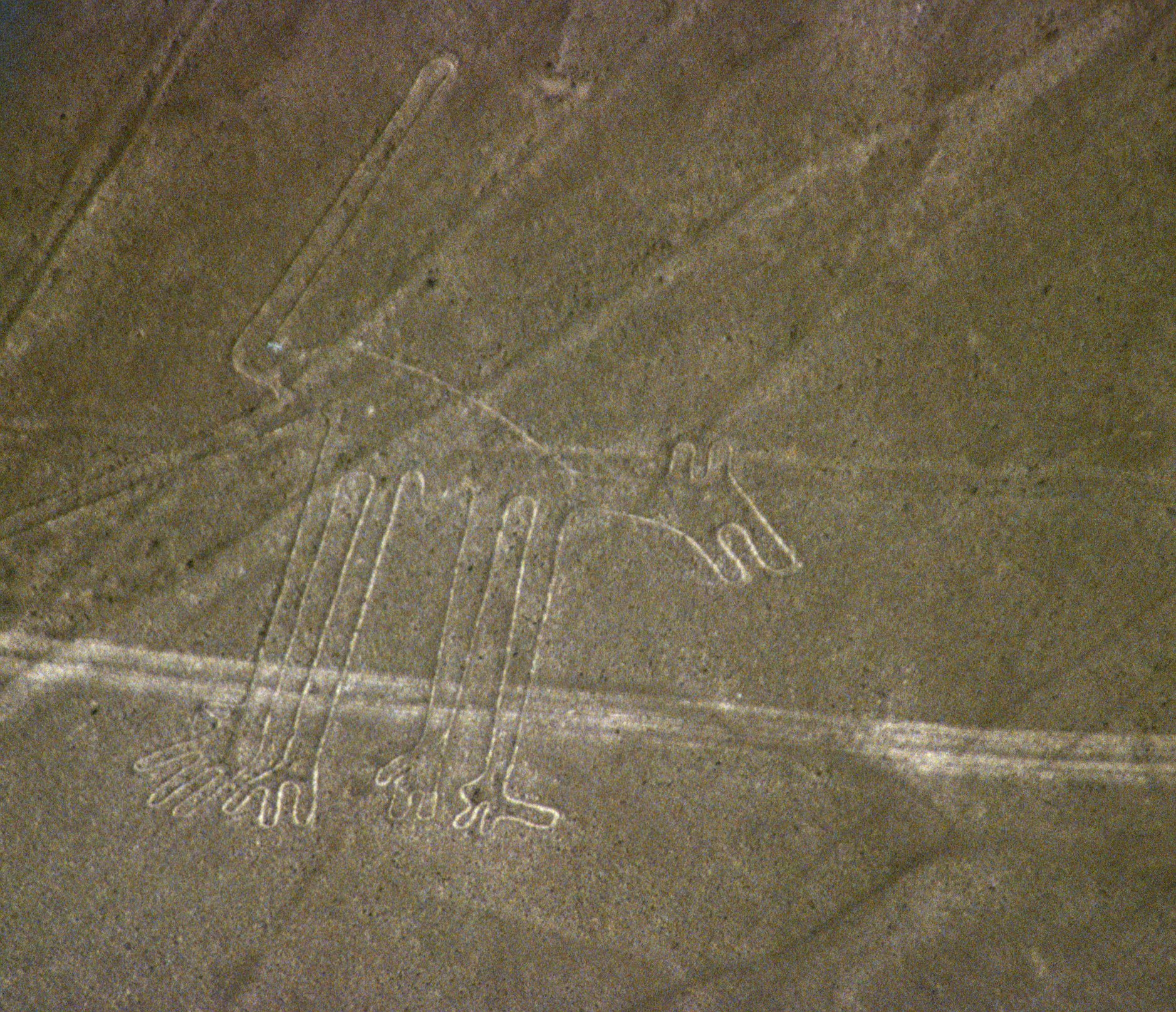
A Nazca-vonalak egyike

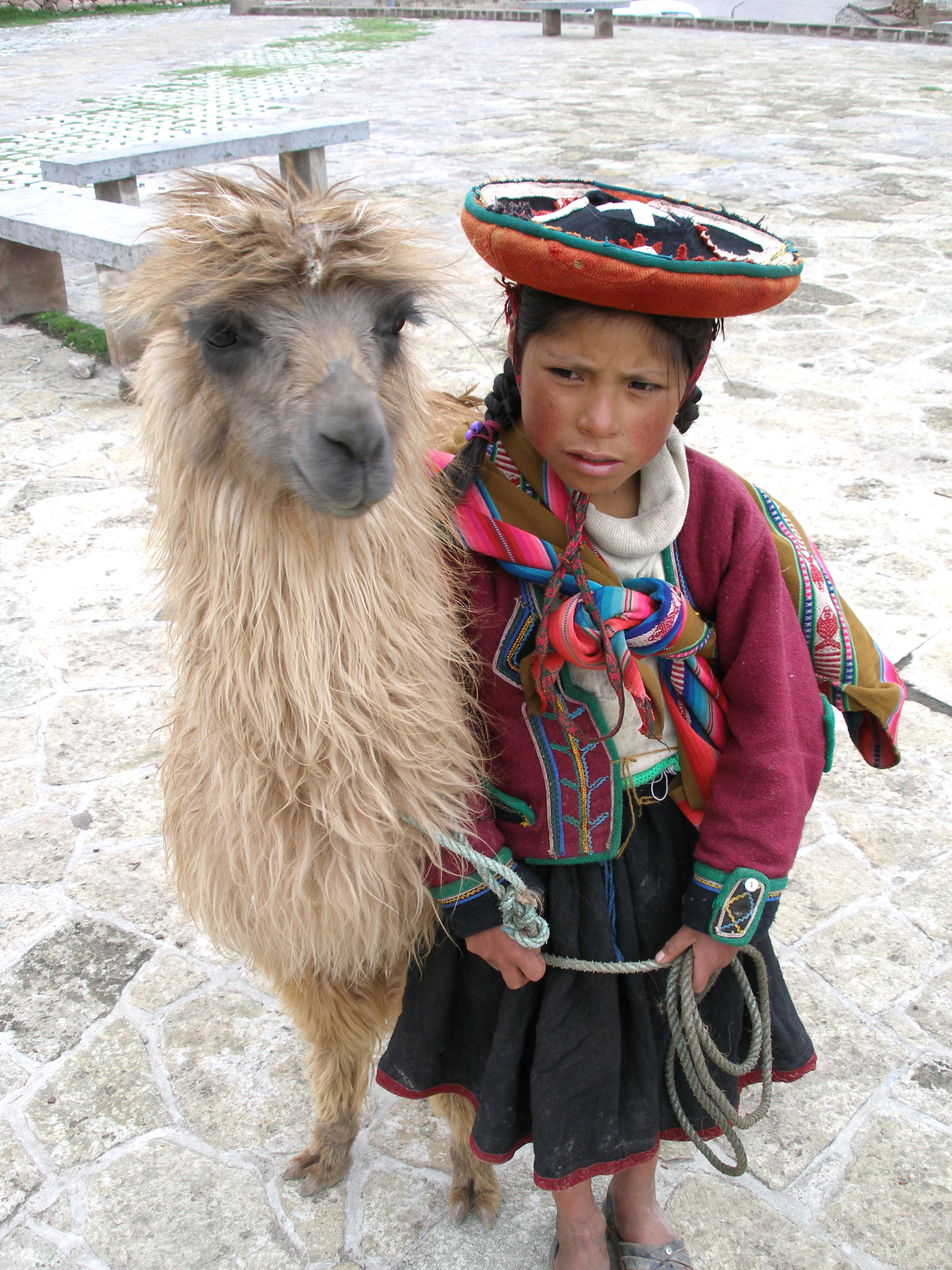
Egy hagyományosan öltözött, kecsua indián lány, egy lámával (Cuzco)

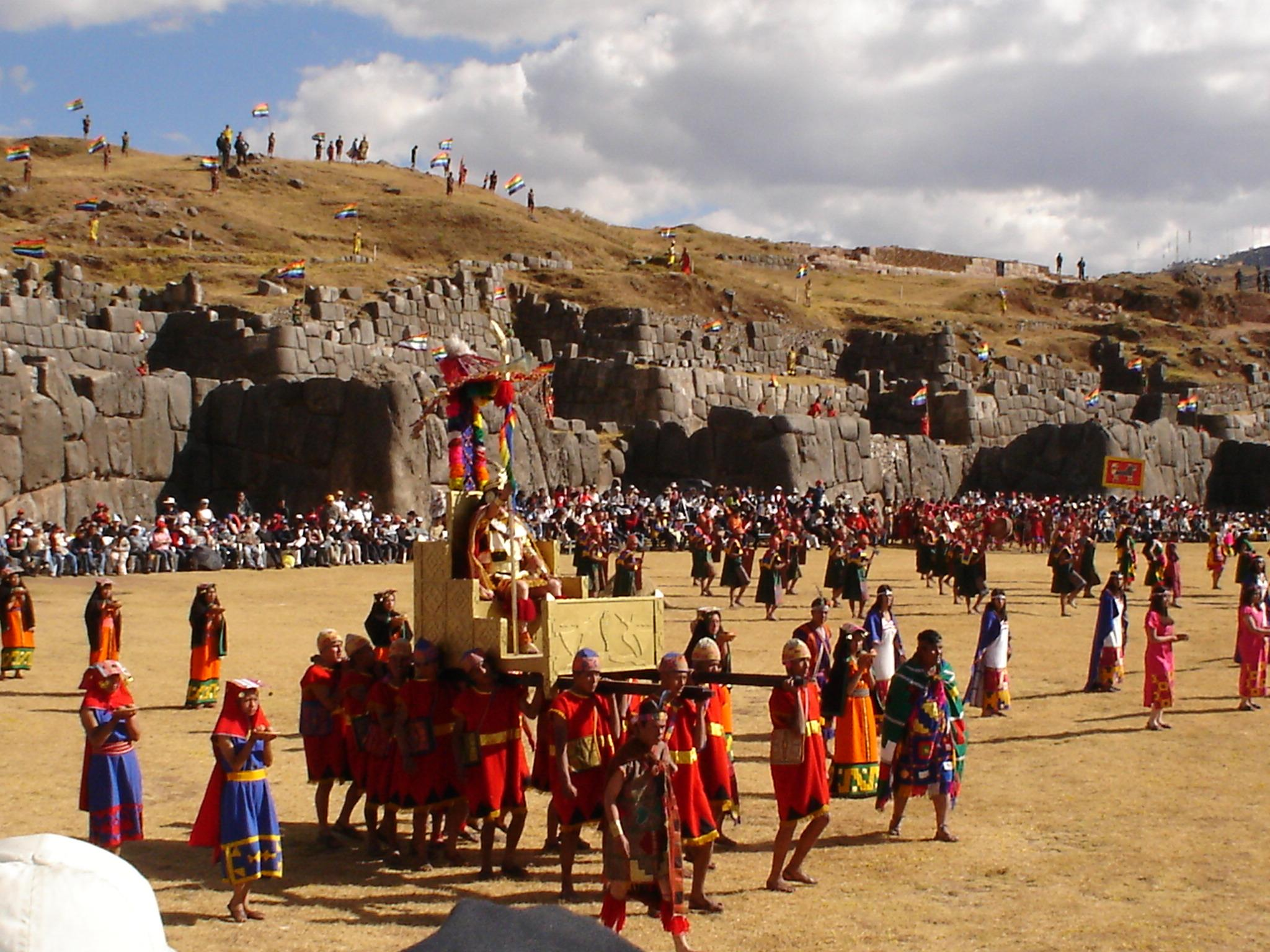
Az Inti-Raymi fesztivál az inka múltat idézi fel

Az ország történelme során számos népcsoport kultúrája váltotta egymást:
- Chavín-kultúra (i. e. 1300 – i. e. 300) – templomai jellemzőek
- Paracas-kultúra a déli partoknál (i. e. 750–380) – szőttesei híresek
- Nazca-kultúra (i. e. 200 – 800) – kerámiák, szőttesek, vonalrajzok jellemzik
- Moche-kultúra (100–800) – portréedényeiről ismert
- Tiahuanaco-kultúra (100–1150) – templomai, kőszobrai figyelemre méltóak
- Wari-kultúra (600–1150) – kerámiaedények
- Sicán-kultúra az északi part menti területeken (750-1350)
- Chimú Királyság a mai Trujillo környékén (950–1460) – ötvösök aranyékszerei és fővárosának Chan Channak a romjai tették ismertté
- Chancay-kultúra a partvidék középső részén (1000-1400-as évek)
- Az Inka Birodalom a mai Chile és Ecuador közti területen (1200-1533)
- A spanyol uralom (1533-1821)

### Oktatási rendszer
Egy 2007-es felmérés szerint Peruban a lakosság 92,9%-a tekinthető műveltnek. Természetesen ez az arány a vidéki területeken alacsonyabb, mint a városi területeken. A perui lakosok számára kötelező az általános iskola és a középiskola elvégzése (a tankötelezettség 16 éves korig terjed ki).
Peru otthont nyújt az Újvilág egyik legrégibb oktatási intézményének is. A San Marcos Egyetem Lima városában található és 1551. május 12-én nyitotta meg kapuit. Az egyetem azóta is fogad diákokat, ezáltal a legrégibb folyamatosan működő egyetem az amerikai kontinensen.

### Kulturális intézmények

#### Kulturális világörökség
Peru az egykori Inka Birodalom központja, majd a spanyol gyarmatosítás egyik központja volt. Ezt az örökséget ismerte el az UNESCO, amikor világörökséggé nyilvánította a következő helyszíneket:
- Cuzco városa;
- Machu Picchu romváros [29] – ez a természeti világörökségnek is része;
- Chavín régészeti lelőhelye;
- Chan Chan régészeti körzete;
- Lima történelmi központja (Lima a mai Peru fővárosa.);
- Río Abiseo Nemzeti Park a természeti világörökségnek is része;
- A Nazca-vonalak és kőrajzok, a Pampas de Jumana táj;
- Arequipa város történelmi központja;
- Caral-Supe szent városa.

### Művészetek

#### Zene
Az Andok ősi kultúráját adja vissza a sípokon és dobokon megszólaltatott perui zene hangja, amely legalább annyira dél-amerikai jellegzetesség, mint az argentin tangó és a brazil szamba. Biztosra nem tudni melyik korból ered ez a műfaj, de a régészek kétezer éves sírokban is találtak már sípokat és dobokat.
A legjellegzetesebb hangszer az egy- vagy kétsoros pánsíp, a zampoña vagy más néven siku. A modern korban a hangzást a charango (tízhúros lant vagy tatupáncélból készült mandolin) teszi teljessé.
A nemzeti hangszer a cajón, egy olyan idiofon ütőhangszer, amelyet a zenész a tetején ülve szólaltat meg.

#### Festészet
- Diego Quispe Tito (1611 – ?)
- Basilio Santa Cruz Pumacallao
- Melchor Pérez Holguin (1660? – 1730?)
- José Sabogal
- Mario Urteaga (1875–1957)
- Francisco González Gamarra (1890–1971)
- Pablo Amaringo
- Marcos Zapata
- Tadeo Escalante
- José Gil de Castro (1783–1841)
- Pancho Fierro (1808–1879)

#### Szobrászat
- Juan Martínez Montañés (1568–1649)
- Pedro de Mena (1628–1693)
- Gregorio Hernández (1566–1667)

### Gasztronómia
Peruban sok ismerős étel szerepel az étlapokon, főleg burgonyából, kukoricából, csilipaprikából készült fogások.
Az országban több ezer különféle burgonyafaj létezik és ugyanilyen sokféle formában szolgálják is azt fel: főzve, törve, pürésítve, sütve stb. Legtöbbször sajttal, ajíval, chilivel, fokhagymával, hagymával, tojással vagy lime-dzsússzal fogyasztják, illetve bármi mással, ami kéznél van. A másik leggyakoribb alapanyag a kukorica valószínűleg Mexikóból vagy Közép-Amerika más területéről származik, de az Andokban is több ezer éve termesztik. Ma a perui étrend egyik alapösszetevője és a tamales legfontosabb hozzávalója. A peruiak gyakran rágcsálnak még sült kukoricamagot (canchas) de az is előfordul, hogy a cevichébe keverik. Ugyancsak kukoricából készül a chicha, az andoki bennszülöttek által fogyasztott enyhén alkoholos ital.
A modern perui fogások középpontjában legtöbbször valamilyen hús, szárnyas vagy hal áll. Rengeteg csirke-, marha- és sertéshúsból készült fogás kínálja magát. Az egyik legnépszerűbb étel a lomo saltado, amely apróra vágott, jól átsütött marhahúsból készül fokhagymával, chilivel és burgonyával. További kedvenc étel a pollo asado (sült csirke) és a lechón (sertéssült) is. Mivel Peruban a többi dél-amerikai országhoz képest kevesebb a marha, a helyi steakek nem közelítik meg azt a színvonalat, amilyet például Argentínában találunk.
Limában temérdek tengeri ételekre specializálódott étterem is kínálja fogásait. Az andoki és amazóniai peruiak körében is népszerűek a halételek, csak ott éppen a pisztráng és az óriás arapaima számít ínyencségnek.
Nemzeti üdítőital az Inca Kola.

## Turizmus
Főbb látnivalók

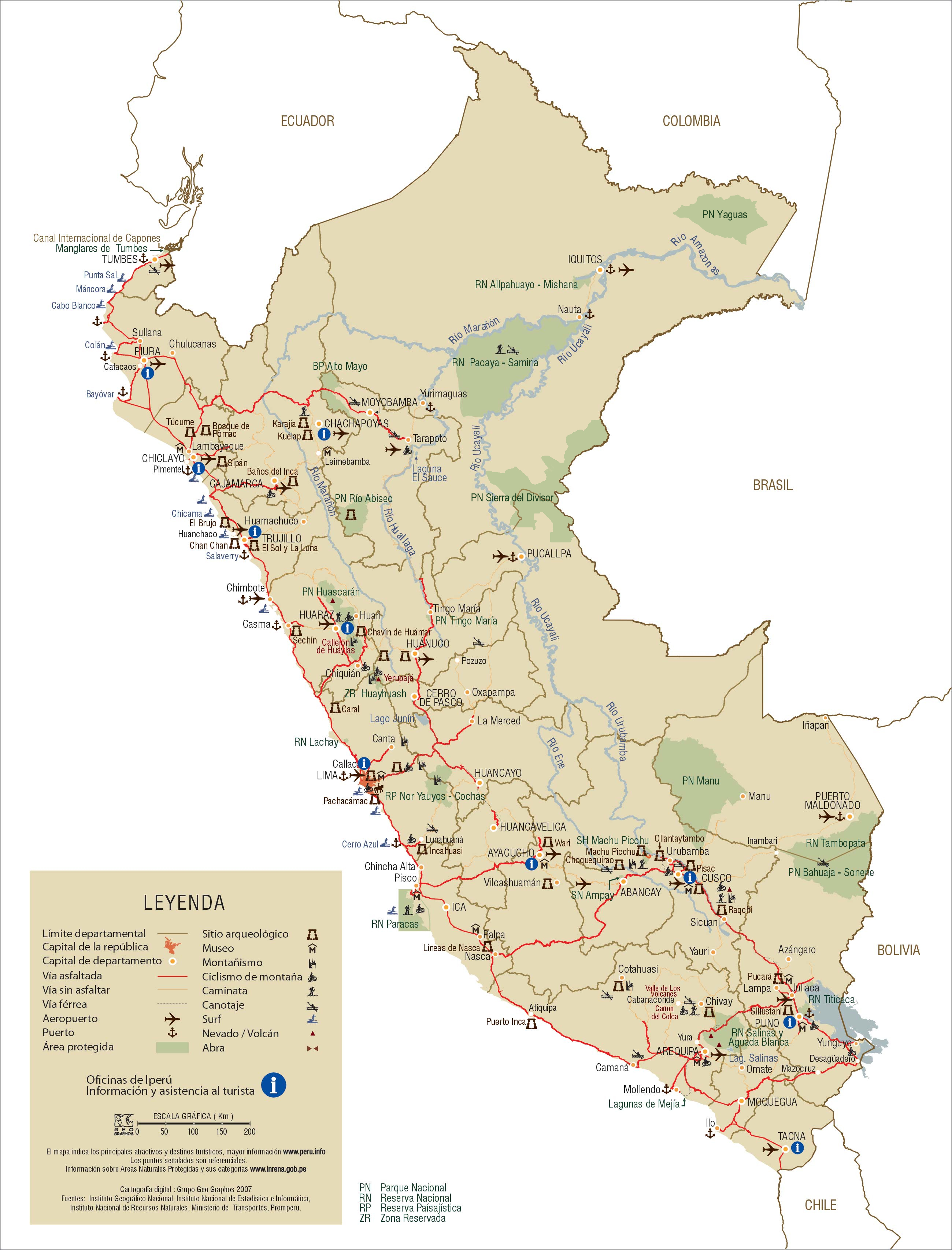
Peru turisztikai térképe

- A természeti és kulturális világörökségi helyszínek.

Oltások
- Hastífusz
- Hepatitis A (nagy a kockázata a fertőzésnek)
- Hepatitis B
- Sárgaláz
- Veszettség
- Malária elleni gyógyszer. Az Amazonas vidékén nagy a kockázata a fertőzésnek.

Egyéb, gyakran előforduló betegségek:
- Utazók hasmenése,
- Leishmaniosis (wd),
- Dengue

## Ünnepek
Peruban rendkívül magas az ünnep- és munkaszüneti napok száma.
| Perui ünnepek                            | Perui ünnepek                         | Perui ünnepek                       | Perui ünnepek |
| Dátum                                    | Magyar név                            | Spanyol név                         | Megjegyzés |
| ---------------------------------------- | ------------------------------------- | ----------------------------------- | --- |
| január 1.                                | Újév                                  | año nuevo                           | Huancayóban január 6-ig tartó fiesztával párosul |
| január 5.                                | Iquitos alapításának évfordulója      |                                     | Iquitos Amazóniában található, Loreto tartomány székhelye                                                                                                 |
| január 6.                                | Vízkereszt                            |                                     | a Festividades de los Reyos Magos parádés felvonulással kísért fesztiválja, melyben a három királyok kapnak főszerepet                                    |
| január 7.                                | Tumbes évfordulója                    |                                     | Tumbes Peru egyik tartománya |
| január 15.                               | Lima születésnapja                    | Aniversario de la Fundación de Lima | a főváros alapításának örömünnepe zenekarokkal és jelmezekkel                                                                                             |
| február 2.                               | Gyertyaszentelő Szűz Mária ünnepe     | La Virgen de la Candelaria          | különösen a hegyekben és Punóban ünneplik maszkos táncokkal (a La Virgen de la Candelaria Puno védőszentje is egyben, ezért ott február 22-ig ünnepelnek) |
| február utolsó hete                      | Fekete nyár                           | Verano negro                        | a rabszolgák felszabadítása után Chinchában maradt fekete és színes lakosság helyi ünnepe                                                                 |
| nagyböjt előtti utolsó napokon           | Karnevál                              | Carnaval                            | farsangvasárnaptól húshagyó keddig tartó népünnepély |
| húsvétot megelőző hét                    | Nagyhét                               | Pascua                              | vallási szertartások, körmenetek |
| április 28.                              | Chiclayo megalapításának ünnepe       |                                     | |
| május 1.                                 | A munka ünnepe                        | Día del trabajo                     | |
| május 1.                                 | A kereszt ünnepe                      | Fiesta de las Cruces                | Tacna tartományban ünneplik |
| május 3.                                 | A kereszt ünnepe                      |                                     | Lima, Huanuco, Chachapoyas, Cuzco, Abancay városokban |
| május 21. – 30.                          | Szt. Péter és Pál ünnepe              |                                     | egész Peruban |
| júniusban, a húsvét utáni 9. csütörtökön | Úrnapja                               | Corpus Cristi                       | Cuzcoban látványos, 14 szűz és szent képmását vonultatják fel hordszéken                                                                                  |
| június 22. – 23.                         | A Napimádók fesztiválja               | Adoración del Sol                   | Punóban ünneplik, a "boszorkányok" naptáncot járnak, hogy az év leghidegebb hónapjaira összegyűjtsék a nap energiáját                                     |
| június 24.                               | Keresztelő Szent János ünnepe         |                                     | egész Peruban |
| június 24.                               | a Nap ünnepe                          |                                     | a téli napforduló alkalmából rendezett legnagyobb inka szertartás felelevenítése Cuzcoban                                                                 |
| június 29.                               | Péter és Pál napja                    | Festividad de San Pedro y San Pablo | |
| július 13.                               | Santiago de Chuco ünnepe              |                                     | Trujilloban |
| július 28.                               | A függetlenség napja                  | Fiestas Patrias                     | Peru legnagyobb nemzeti ünnepe (1821) |
| augusztus 4.                             | Huancavelica évfordulója              |                                     | |
| augusztus 15.                            | Arequipa évfordulója                  |                                     | |
| augusztus 12. – 20.                      | Arequipa alapítása                    |                                     | rendezvénysorozat Arequipában |
| augusztus 30.                            | Limai Szent Róza napja                | Fiesta de Santa Rosa de Lima        | a főváros védőszentjére emlékeznek |
| október 8.                               | Az angamosi ütközet emléknapja        | Batalla de Angamos                  | |
| október 18. – 28.                        | Csodatévő Úr ünnepe                   | El Señor de los Milagros ünnepe     | körmenet, melynek szereplői lila ruhában vonulnak végig Lima utcáin                                                                                       |
| október 24.                              | Alapítási évforduló Juliacában        |                                     | |
| november 1.                              | Mindenszentek                         | Todos Santos                        | |
| november 2.                              | Halottak napja                        | Día de los Muertos                  | virágokat, élelmet és italt visznek a temetőbe, amely miatt az emlékezés inkább piknikszerű lesz, nem kegyeleti                                           |
| november 1. – 7.                         | Puno hete                             |                                     | az első Inka, Manko Kapak tiszteletére rendezett táncos kavalkád a Titicaca-tó környékén                                                                  |
| december 8.                              | Szeplőtelen fogantatás napja          | Día de la Purísima Concepción       | |
| december 9.                              | Az ayacuchói csata (1824) évfordulója |                                     | |
| december 24.                             | Karácsony                             | Navidad                             | |
| december 28.                             | Aprószentek napja                     | Los Santos Inocentes                | a betlehemi vérengzés emlékére rendezett „ünnep”, amely egyben a bolondok napja is                                                                        |
| december 31.                             | szilveszter                           | Incineración del Año Viejo          | |

### Könyvek
- Ács László: Peru, Bolívia (Pécsi Direkt Kft. Alexandra Kiadója, 2004) ISBN 963-368-792-6
- Gyarmati János: Peru és a bolíviai határvidék (Dekameron Könyvkiadó, 2003) ISBN 963-9331-37-6
- A Világ országai (Nyír – Karta Bt., 2004) ISBN 963-9516-64-3
- A Világ országai (Kossuth Könyvkiadó, 1990) ISBN 963-09-3483-3
- Képes történelem sorozat – Erdődi János: Küzdelem a tengerekért (Móra Ferenc Könyvkiadó, 1970)

### Képek
- Képek Peruról
- Képek Cuzcóról
- Képek Quitóról

### Cikkek
- Az inkákat megelőző civilizáció nyomairól (National Geographic, 2004)
- Peru a régészek paradicsoma (National Geographic, 2004)
- Természeti katasztrófa a Machu Picchunál (National Geographic, 2004)
- 700 éves múmiák Peruban (National Geographic, 2004)
- A geoglifák (National Geographic, 2005)
- A globális felmelegedés „forró pontjai” (National Geographic, 2004)
- A globális felmelegedés hatása az Andokban Archiválva 2005. január 17-i dátummal a Wayback Machine-ben
- Az El Nino fogalma és hatása a Földre
- Cikk Cuzcoról

### Egyéb
- Startlap linkgyűjtemény – Peru
- Startlap linkgyűjtemény – Indiánművészet
- Minden Machu Picchu-ról (angolul)
- Startlap linkgyűjtemény – Amazonas
- Útinapló
- Cikk Chavín de Huántar-ról (angol nyelvű)
- A Perui Nagykövetség hivatalos oldala
- A Magyar Köztársaság Külügyminisztériumának honlapja Archiválva 2005. május 9-i dátummal a Wayback Machine-ben
- Információk (angol nyelvű)
- Információk (angol és német nyelven)
- Utazások, Információk (magyar, angol, spanyol nyelven)
- Tours and Travels to Peru (angol)
- Vogel Dávid., Venezuela: Chavizmo – a 21. század „új szocializmusa”